# Gastronomía de Chile
La gastronomía de Chile es producto de la mezcla entre la tradición indígena y el aporte cultural español, combinando sus alimentos, costumbres y hábitos culinarios. A lo largo del tiempo, ha tenido aportes menores de cocinas europeas por parte de inmigrantes, como la alemana e italiana; sin embargo, en el siglo XX tuvo una importante y marcada influencia de la cocina francesa. Estos elementos conformaron lo que se conoce como «cocina criolla chilena», la cual destaca por sus variados sabores, ingredientes y colores, resultado de la diversidad geográfica del país, acompañada de bebidas alcohólicas como el pisco y el vino chilenos.
Los platos más tradicionales de la cocina chilena son el ajiaco, los anticuchos, los asados, la calapurca, el cancato, la carbonada, la cazuela, el chapalele, el charquicán, el curanto, las empanadas de pino, las humitas, el milcao, la paila marina, la pantruca, el pastel de choclo, el pastel de papa, el pescado frito, los porotos granados, el pulmay y el tomaticán, entre muchos otros.
Según la Fundación Imagen de Chile en 2016, existen catorce tipos de cocina chilena: del norte grande, norte chico, urbana de calles, urbana de restaurantes, urbana casera, campesina huasa, costera, de fiesta, sureña centroeuropea, indígena mapuche, chilota, patagónica, chilena de ultramar y alta cocina chilena. Artefactos locales son la cocina solar Antu, el horno chileno y el tostador chileno.
En las ciudades, es ofrecida en las picadas (restaurantes), en un ambiente alusivo a la chilenidad. Desde su instauración en 2009, y «para reconocer la historia gastronómica de Chile y la actual alimentación del pueblo chileno», el «Día de la Cocina chilena» se ha celebrado en el país cada 15 de abril.

## Historia

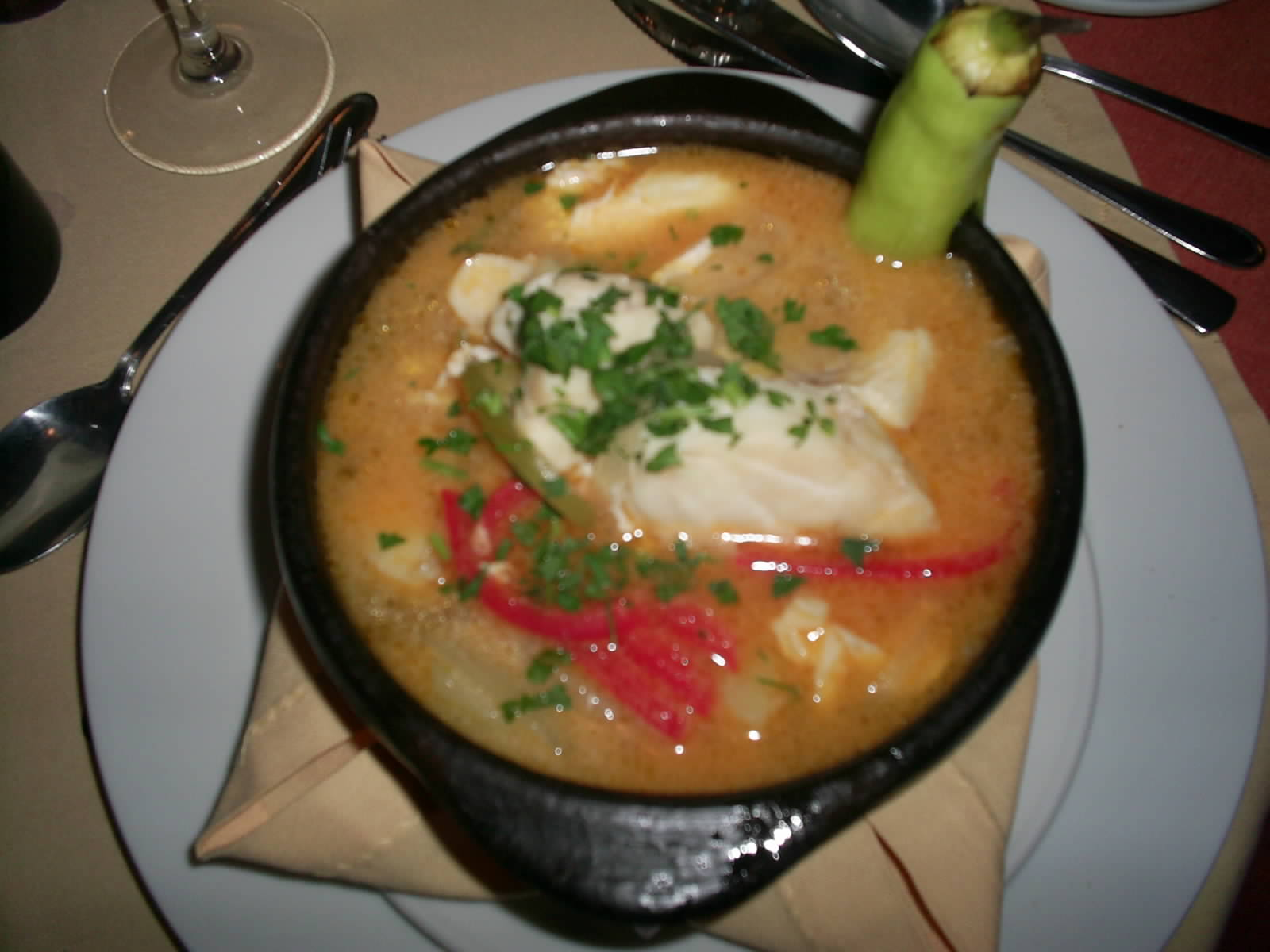
Caldillo de congrio.

Paila marina.

El historiador chileno Eugenio Pereira plantea que la cocina chilena es el fruto de tres tradiciones: la indígena, la española y otras extranjeras, como la francesa. De acuerdo a Sonia Montecino, la tradición culinaria española aportó los hábitos y usos alimenticios, la indígena, las materias primas utilizadas, y la tradición culinaria francesa permitió introducir ciertos procedimientos de consumo y de cocina.
Junto con la llegada a Chile de los conquistadores españoles al mando de Pedro de Valdivia, también llegaron los ingredientes que se transformarían en la base de la futura alimentación criolla. Entre los productos que trajeron están el trigo, los cerdos, las ovejas, los pollos y los vacunos. Estos ingredientes base se mezclaron y, así, dieron origen a los platos más típicos de Chile.
Según los historiadores, el menú durante la Colonia era muy nutritivo. El primer plato lo llamaban «de residencia», el cual podía ser ave, carne o pescado. Después seguían con «el guiso abundante», hecho de preferencia con choclos y papas. Al principio de la colonia comenzaron a ser muy conocidos la chuchoca, las humitas, el locro y el pilco. También en la colonia nace la afición a las algas marinas, como el cochayuyo y el luche, que se servían acompañados de huevos duros. El pan era de tres clases: la tortilla de rescoldo, el pan español, con mucha grasa y miga, y el pan chileno, aplastado y «cascarudo». Finalmente, las frutas, especialmente las frutillas y las lúcumas, se servían de postre. El almuerzo y la comida terminaban con un agua de hierba, que podía ser de paico para el empacho y los problemas intestinales. En el siglo XVII, las monjas dieron un gran impulso a la cocina colonial chilena. De ahí sale casi la totalidad de la repostería de la cocina chilena.
En el mismo siglo, llegaron provenientes de México el ganso y el pavo; de Jamaica, los melones escritos y las sandías. Los mariscos y los pescados adquirieron nombres y apellidos: los erizos de Papudo, la langosta de Juan Fernández, el pejerrey de Aculeo y el tollo, entre otros. El chocolate y el mate eran las bebidas más populares.
La cocina colonial chilena comenzó a adquirir refinamiento a mediados del siglo XVIII, época de fiestas y saraos, y las mesas comenzaron a adornarse con elegancia para el almuerzo y la cena. Los productos regionales dotaron a los cocineros criollos de apetitosas curiosidades: Combarbalá aportó sus tortas; La Serena, el pavo mechado; Chanco, sus quesos, y Chiloé, su curanto.

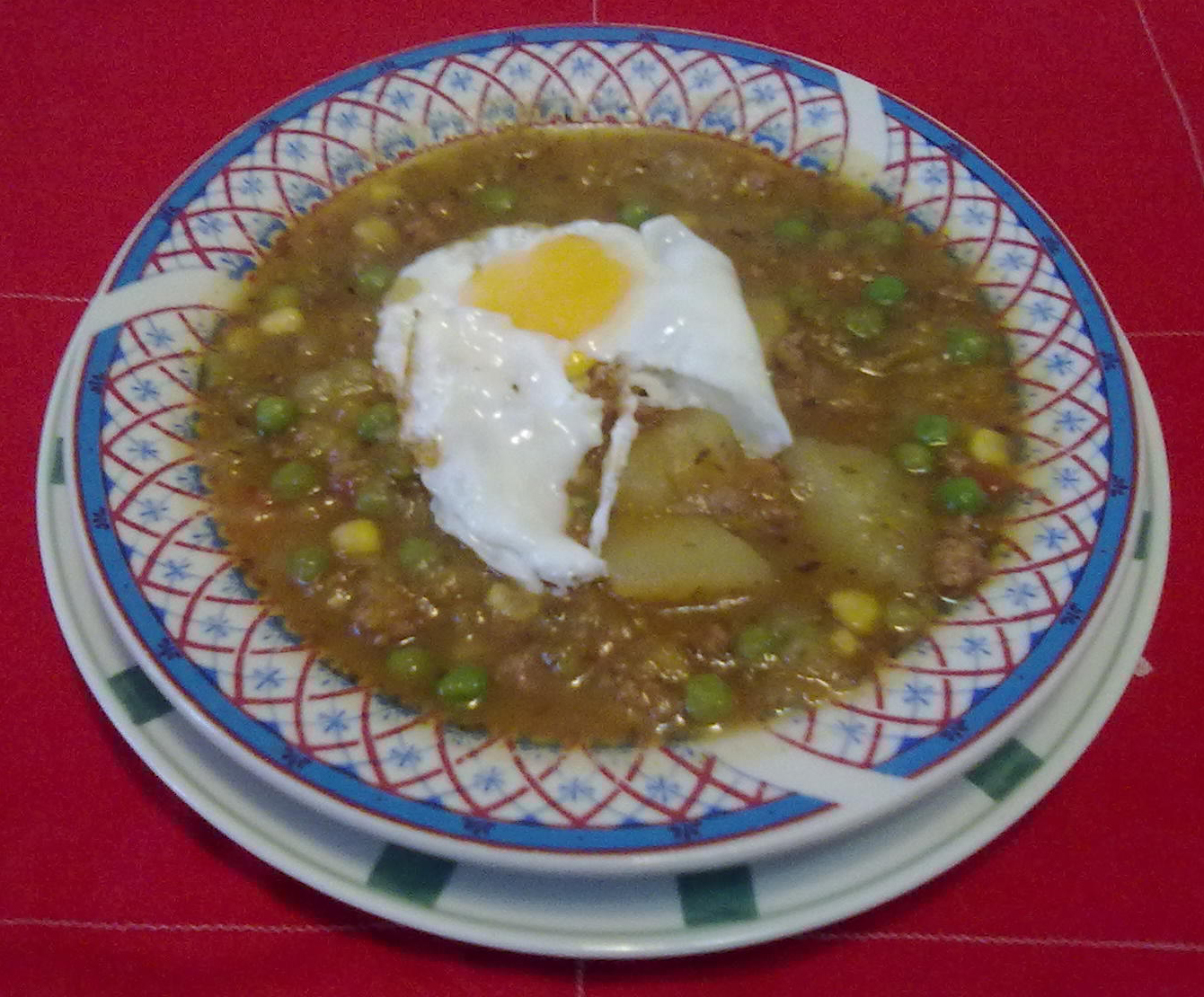
Charquicán.

La comida del pueblo era diferente a las que servían en las mesas aristocráticas. La primera estaba constituida de charqui, harina y porotos con pimiento seco y sal. En los días de fiesta, el menú variaba: carbonada, carne asada al palo, cazuela, chupe, empanadas, guatitas, mote, pescado frito y sopaipillas.
Llegaron entonces al país el café y el té, que dejaron en segundo plano la costumbre de beber mate. Los vinos nacionales adquirieron fama y el pueblo chileno se aficionó a la chicha de uva.

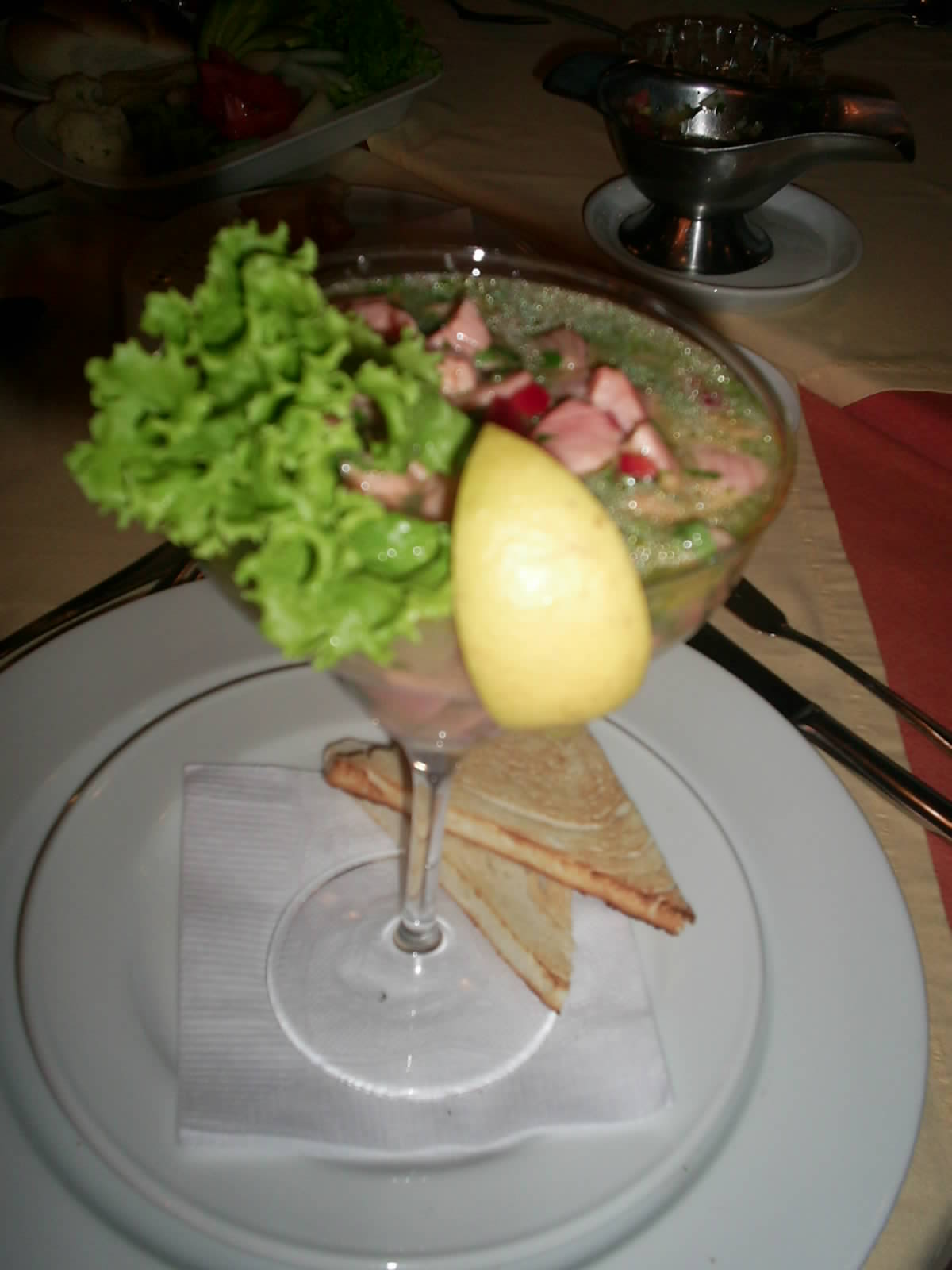
Ceviche chileno.

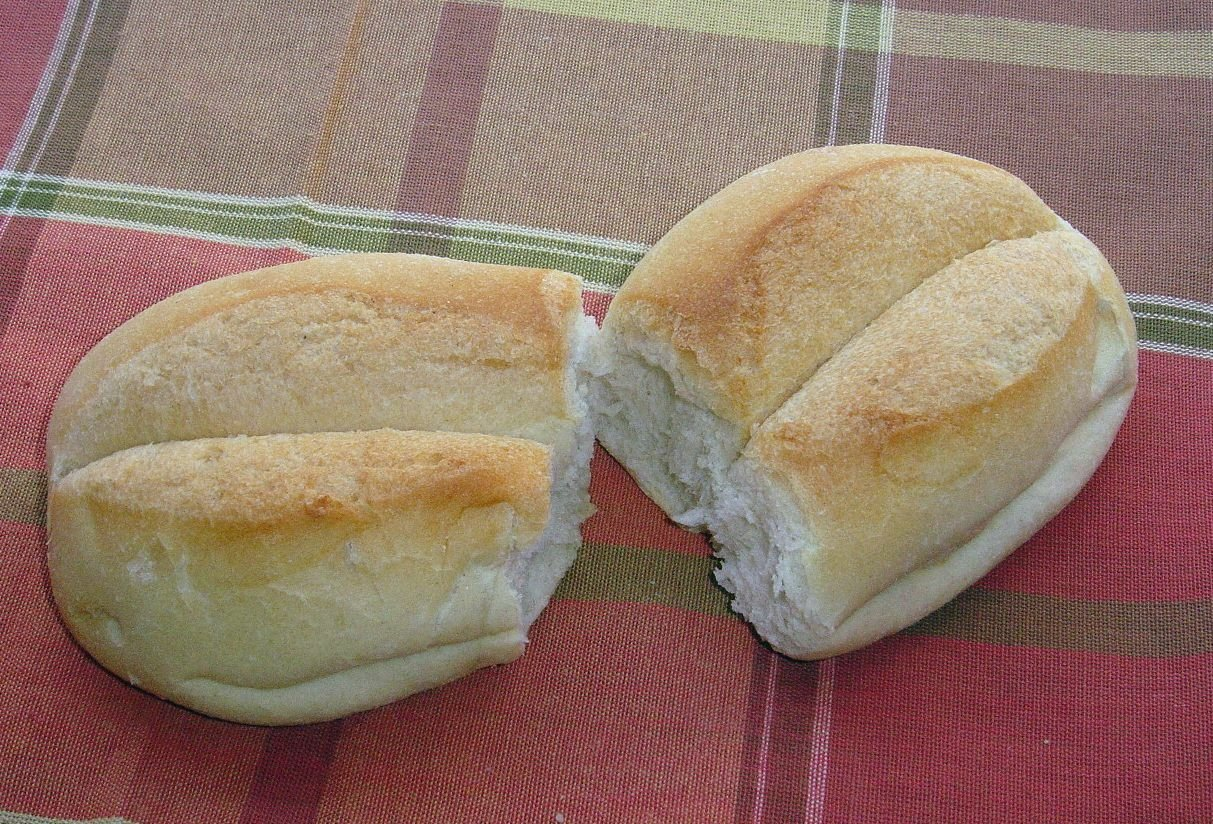
Marraqueta, uno de los panes más consumidos en Chile.

La cocina chilena adquiere una fisonomía definida durante la Patria Vieja y la Nueva. A partir de la fecha que marca el inicio de la independencia de España, el 18 de septiembre de 1810, en las mesas criollas se comienza a festejar el acontecimiento con empanadas, chicha y vino tinto. El caldo de vaca con ají, espesado con chuchoca, se convierte en un manjar tradicional de los campos del Valle Central chileno.
El tratamiento de la caza (conejos y venados), con salsas de frutas, reciben el influjo alemán. Entre las recetas autóctonas, es conocida la preparación del conejo con maní. Además, Italia aporta sus pastas a la tradición gastronómica chilena.
El menú se hace abundante y variado: carne de cerdo salada, mezclada con papas, arvejas, cebollas y repollos. El pueblo se aficiona al charquicán y al puchero y, de postre, a los melones y a la sandía. En la Patria Nueva, los inviernos se endulzan con picarones. Al iniciarse la época portaliana, la gastronomía ensayada en tiempos de la colonia es ya asimilada por el pueblo. Alcanza jerarquía de plato típico el arrollado: carne cocida en trozos, revuelta con huevos y envuelta en malaya o cuero de chancho. Otros platos favoritos de esos tiempos eran el encebollado de huevo, el guiso de mote, la huañaca (gordura de vaca con harina tostada), el locro falso, los miltrines o aparejos, las pantrucas, las papas achicharronadas y el pebre de cebollas crudas y tomates. En bebida, ganó popularidad el ulpo, junto a la gloriada o cordial, agua caliente con azúcar quemada.
Durante el siglo XX, la cocina chilena desarrolló fuertemente el gran aporte de la gastronomía francesa recibida a finales del siglo XIX, que se manifestó en variados chupes, guisos, pucheros y postres, preparaciones recopiladas por varias autoras del país. Se hace patente, sobre todo, en los pescados: el congrio Margarita, la corvina a la mantequilla negra, o las omelettes que remplazan la tortilla española de papas en este afrancesamiento de la oferta. En la década de 1940, fue creado el aliño completo, que se convirtió en la «base fundamental de la cocina chilena».
También en este siglo se desarrolló una característica «comida rápida chilena», principalmente formada por distintos tipos de sándwiches con una variedad de ingredientes. El consumo de pan en Chile factura anualmente más de USD 1 300 millones —el 70 % corresponde a la marraqueta, el 20 % a la hallulla y el resto a la baguette y al pan frica—.  Después de Turquía y Rusia, Alemania comparte el tercer puesto de consumidor de pan a nivel mundial con Chile, donde se consumen anualmente 89 kg por persona.

## Herencia culinaria

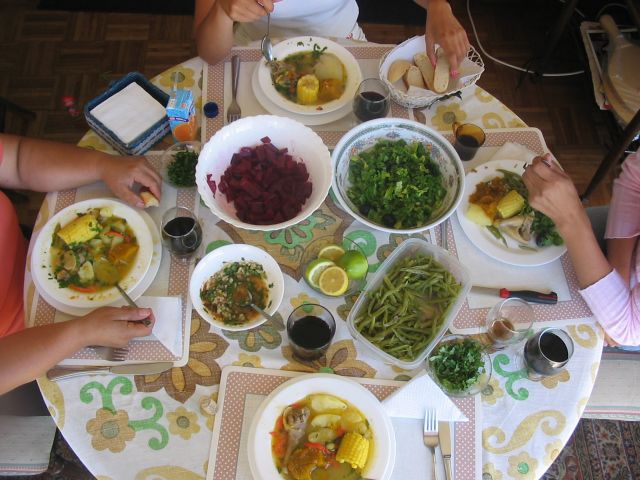
Una mesa chilena con cazuela y variadas ensaladas.

La herencia culinaria criolla fue trasmitida de generación en generación mediante recetas guardadas en cuadernos o tarjetas, que permanecieron por años como un secreto de las diferentes familias, hasta el momento en que alguien las recopilaba en tomos y las publicaba. A mediados del siglo XIX, se comenzaron a redactar en las imprentas las viejas recetas de las monjas y las familias, que se convertirían en la base de textos que compilaron la gastronomía nacional con el pasar del tiempo.
La historia señala que, en la mitad del mismo siglo XIX, cuando se publicaron los primeros tomos de importantes recetas culinarias, aparecieron en Santiago y Valparaíso varios libros de recetas —destacando Ciencia gastronómica. Recetas de guisos y potajes para postres (1851), de Eulogio Martín, y Libro de las familias (1876)—, que eran publicaciones que contenían manuales de cocina, economía doméstica, repostería, confitería y dos curiosos manuales de salud y lavandería.[cita requerida]
A fines del siglo XIX, Chile llegó a ser definido como la «tierra clásica del arrollado, de los pequenes, del buen frejol con brotes de cebolla y ají en vaina, del charquicán y la chanfaina», enfatizando tanto la exuberancia como la simpleza de la gastronomía chilena.
Al comenzar el siglo XX, la Enciclopedia del hogar de la Tía Pepa (1898), de Rafael Egaña, es considerado un clásico de la cocina chilena en donde se recopilaron varias recetas de principios del siglo, principalmente las dedicadas a aves y caza, con suculentas preparaciones de gallinas, gallos, pollos, gansos, pavos y pavas, patos, perdices, pichones, torcazas, tórtolas y zorzales, entre otros. La obra de recetas La Negrita Doddy (1911), que tiene como modelo una de Julio Grauffé, cocinero del Jockey Club de París, principalmente recopilaba una variedad de recetas de la cocina alemana, española, francesa, inglesa e italiana.[cita requerida]
El novísimo manual del cocinero práctico chileno era una colección de guisos y postres de importantes cocinas europeas para el especial uso de las dueñas de casa. Estas tres últimas ediciones de principios de siglo tuvieron éxito y numerosas reediciones. Sin embargo, más reediciones (hasta la década de 1960) tuvo el importante libro 365 recetas de cocina práctica. Una para cada día, (1900), recopilado y firmado por María Cenicienta.[cita requerida] Más adelante, se da a conocer Lucía Vergara Smith con la publicación del Manual de cocina vegetariana chilena (1931), donde la autora seleccionó preparaciones de entradas de huevos y verduras, guisos naturistas y sopas de verduras.[cita requerida]
En la misma década de 1930, se imprimen dos nuevas publicaciones que terminan con el tradicional libro de recetas tipo folleto y comienzan a aparecer libros de mejor estilo y muy buenas ediciones, en las cuales destacó la influencia del refinamiento de la gastronomía de Francia. El primer libro fue publicado por la escritora Marta Brunet con el título de La hermanita hormiga: tratado de arte culinario: recetas de guisos, dulces, menús, etc.: instrucciones para la buena disposición de la mesa con ilustraciones, mediante el cual se preocupaba de dar instrucciones para la buena disposición de la mesa y contenía guisos y una amplia variedad de dulces artesanales; el segundo, publicado en 1935 y titulado La Buena Mesa, de Olga Budge, quien junto a su esposo Agustín Edwards, vivió bastante tiempo en Europa. A su vuelta a Chile, publicó en este libro su experiencia en la gastronomía internacional, sobre todo de la cocina francesa. En la década de 1950, apareció un interesante folleto, el cual contenía las recetas de un importante restaurante santiaguino, que daba cuenta de la influencia francesa en la cocina chilena, recopiladas por el chef Carlos Arandade, titulada Famosas recetas del Hotel Crillón, excéntrico lugar donde la influencia de la cocina francesa marcó su apogeo en la cocina chilena de mediados del siglo XX.
En 1943 Eugenio Pereira Salas publicó Apuntes para la historia de la Cocina Chilena, que trató sobre la conformación de la gastronomía nacional dividida en capítulos: Los comienzos de la cocina hispano-aborigen; la abundancia barroca criolla; el ilustrado y goloso siglo XVIII; la cocina en la Patria Vieja y en la Patria Nueva; las postrimerías del siglo XIX y la «belle époque» gastronómica. Es, quizás, la obra que contiene toda la información de la historia de la cocina criolla chilena y, hasta 2010, ya ha sido editada cuatro veces.[cita requerida]

## Variedad

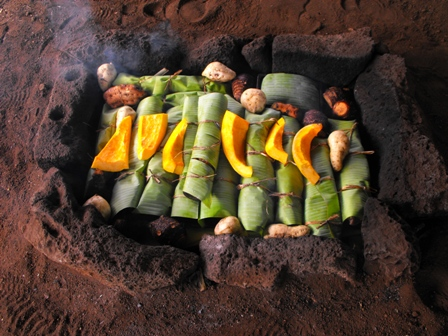
Umu de isla de Pascua.

Producto de la diversidad geográfica de Chile, las recetas son variadas; sin embargo, se pueden diferenciar cinco macro zonas gastronómicas: del Norte, del Centro, del Sur, de la Patagonia y de la Isla de Pascua. De todas ellas, la cocina ha recibido el aporte de los diferentes aborígenes a lo largo del país, sus diferentes costumbres y productos: aves, carnes, mariscos y pescados con diferentes condimentos y preparaciones, que van de la mano de la influencia extranjera que ha originado una amplia gama de bebidas y postres. Un producto en que la cocina chilena ha sabido sacarle el máximo partido y utilizarlo en múltiples platos, es el maíz, o choclo como se le conoce en Chile. También la papa y el poroto son materias primas provenientes de la cocina indígena. Entre platos dignos de nombrar a base de los ingredientes anteriores, están la crema y el pastel de choclo, las humitas y los guisos a base de papas, la carbonada, el charquicán y los porotos con zapallo.[cita requerida]
Los españoles trajeron al continente carnes, como las de chancho (cerdo) y de vacuno, de donde surgieron preparaciones como los arrollados de carne, el chancho a la chilena, el chupe de guatitas, las costillas de cerdo con ají y la lengua en salsa picante, entre otros platos.[cita requerida]
La gastronomía típica de la Isla de Pascua se basa principalmente en mariscos y pescados, en especial la langosta. Al igual que en el sur de Chile, el umu, una especie de curanto, es la comida tradicional de la isla. Se acompaña con papas sin pelar y de poe, un budín dulce hecho con harina, plátanos y zapallo.[cita requerida]

## Cultivos autóctonos y productos populares
A lo largo de Chile, se pueden apreciar frutas y legumbres cultivadas desde tiempos milenarios, así como en otros sectores de Sudamérica, que destacan tanto en recetas como en importantes negocios de exportación. Entre los más conocidos están los siguientes:
- Aceituna: Aunque el olivo proviene de Europa, las aceitunas de Azapa, en Arica, se consideran una variedad de origen chileno y son reconocidas en todo el país.
- Calafate: Baya silvestre de la Patagonia, de menor tamaño que un arándano. En las regiones de Aysén y Magallanes, se comercializan productos hechos a base de calafate, principalmente chocolates, jarabes, licores y mermeladas, entre otros. Es posible encontrarlo en la cordillera, desde Chillán hacia el sur.
- Chirimoya: Nativa del área subtropical de los Andes; aunque no es nativa de Chile, es uno de los principales países donde se consume, y en este país se han realizado estudios para conocer su comportamiento.
- Choclo: Este cereal, plantado por las tres grandes civilizaciones de la América precolombina (Imperios azteca, maya e inca), también se cultivó en los sistemas de terrazas de los atacameños y por los intercambios comerciales entre los pueblos se extendió hacia el sur hasta llegar a ser conocido y cultivado por los mapuches y huilliches.
- Lúcuma: En un principio se usó la lúcuma chilena Pouteria splendens, no obstante esta fue remplazada por la lúcuma de origen peruano. Sus primeros cultivos se extendían desde La Serena hasta Quillota, pero actualmente se cultiva desde el Valle de Azapa hasta Santiago. Se aplica principalmente en repostería y heladería.
- Murta o murtilla: Este fruto, recolectado por el pueblo mapuche desde antes de la llegada de los españoles, tiene un preciado valor en el área de gastronomía, principalmente para hacer mermelada y un licor llamado murtado o enmurtillado.
- Nalca o Pangue: Los peciolos de las hojas («tallo») son comestibles, fibrosos y en mayor o menor medida astringentes, pero presentan abundante agua; y se utilizan crudos (en ensaladas o consumido en forma similar a una fruta, generalmente con sal) o en compotas. Sus hojas son utilizadas para el curanto, plato típico de Chiloé.
- Palta: Se cultivaban diferentes tipos de palta en Chile desde los tiempos precolombinos; la palta de cáscara negra es de origen chileno, la cual se cultivaba en La Cruz y el Valle del Maipo. Chile es el tercer productor mundial de palta después de Estados Unidos y México.
- Papa (subespecie tuberosum): Es una especie perteneciente a la familia de las Solanaceae, originaria de América del Sur. Es un ingrediente muy importante en los distintos tipos de platos típicos. En Chile, se encuentran diferentes variedades, sin embargo el centro de origen más importante es el archipiélago de Chiloé; la gastronomía de esa zona la tiene como parte fundamental de casi todos sus platos.
- Quínoa (también conocida como quinoa, quinua o kinwa): es un pseudocereal de la familia Chenopodiaceae que se produce en los Andes de Argentina, Bolivia, Chile, Colombia, Ecuador y Perú, además de Estados Unidos, siendo Bolivia el primer productor mundial seguido de Perú y Estados Unidos. En Chile fue cultivado por los aimaras y atacameños, quienes aportaron las distintas variedades de este producto a la cocina del Norte Grande de Chile.

### Gastronomía endémica
El chef chileno Rodolfo Guzmán fue el precursor del concepto de gastronomía endémica, un tipo de cocina que pretende la elaboración de platos con los productos nativos de Chile y que se ha comenzado a desarrollar con las especies endémicas de la flora y fauna chilenas.
Entre los productos endémicos se pueden mencionar la rica-rica, usada como hierba aromática y condimento, y la «pimienta araucana», producida a partir del fruto del canelo.

## Productos marinos
Un elemento característico del ámbito culinario chileno es la variedad y calidad de pescados, mariscos y algas, favorecidas por la situación geográfica en la que se encuentra el país, que en sus costas central y septentrional recibe la influencia de la corriente de Humboldt. Entre otros productos están la albacora, el atún, el bacalao, la corvina, el lenguado, la merluza, el mero, la palometa, el pulpo, la raya y el cochayuyo. Los congrios colorado, dorado y negro se consumen fritos, al horno, o en un guiso conocido como caldillo de congrio, que mereció una oda del poeta chileno y ganador del premio Nobel de literatura de 1971 Pablo Neruda.
A lo largo de Chile se encuentran miles de especies. Solo en la costa de La Serena y Coquimbo se encuentra una gran variedad de especies de peces; en el consumo de mariscos, los erizos y los picorocos (percebes), ambos prácticamente son ajenos a la cocina de casi todas las demás naciones, productos que a futuro pudiesen llegar a constituir propuestas novedosas en el mercado exterior. Otros casos importantes lo revisten la presencia de las langostas de Juan Fernández (preparadas bajo el nombre de «perol de langosta»), la centolla, el mejillón y el kril austral, entre otros. En el sur están las ostras gigantes, las navajuelas y el huepo de Chiloé. En fin, el mar chileno da una amplia calidad y variedad de productos marinos a la gastronomía chilena y al mercado exterior, puesto que Chile es uno de los principales países exportadores de productos del mar —ocupa el segundo lugar mundial en la exportación de harina de pescado y el primero en la exportación de salmón de alta calidad y libre de contaminación (30 % del mercado mundial), sobrepasando a Noruega en 2006—; actualmente una importante fuente de riqueza por la exportación a Japón, Estados Unidos, incluso a Europa; de igual forma es importante la cría de truchas.

## Cocinas por regiones

### Gastronomía de la zona norte
La cocina del norte ha sido formada del aporte de los productos de las culturas indígenas del altiplano andino, los aimaras y atacameños, quienes desarrollaron una intensa agricultura basada en la producción de locoto, maíz, oca, papa, quinoa y zapallo; en ganadería, se utilizó mucho la carne de alpaca y llama. También se encuentra la tradición mariscadora de los changos de la costa, que se mantiene hasta la actualidad con el consumo de bastantes platos a base de mariscos y pescados. También fue importante la influencia de los diaguitas quienes ya desde tiempos precolombinos producían fermentaciones de algarrobo y otras semillas. 
En el norte chico, destacan los valles de la Región de Atacama que produce uno de los aceites de oliva más afamados del país, y, junto a la Región de Coquimbo, mantienen la producción del pisco, una de las bebidas espirituosas más disputadas por su origen. Amplia es la cantidad de bebidas alcohólicas y refrescos que se pueden encontrar en la gastronomía del norte: batidos de frutas, mango sour, pajarete, serena libre y el ulpo, entre otros.

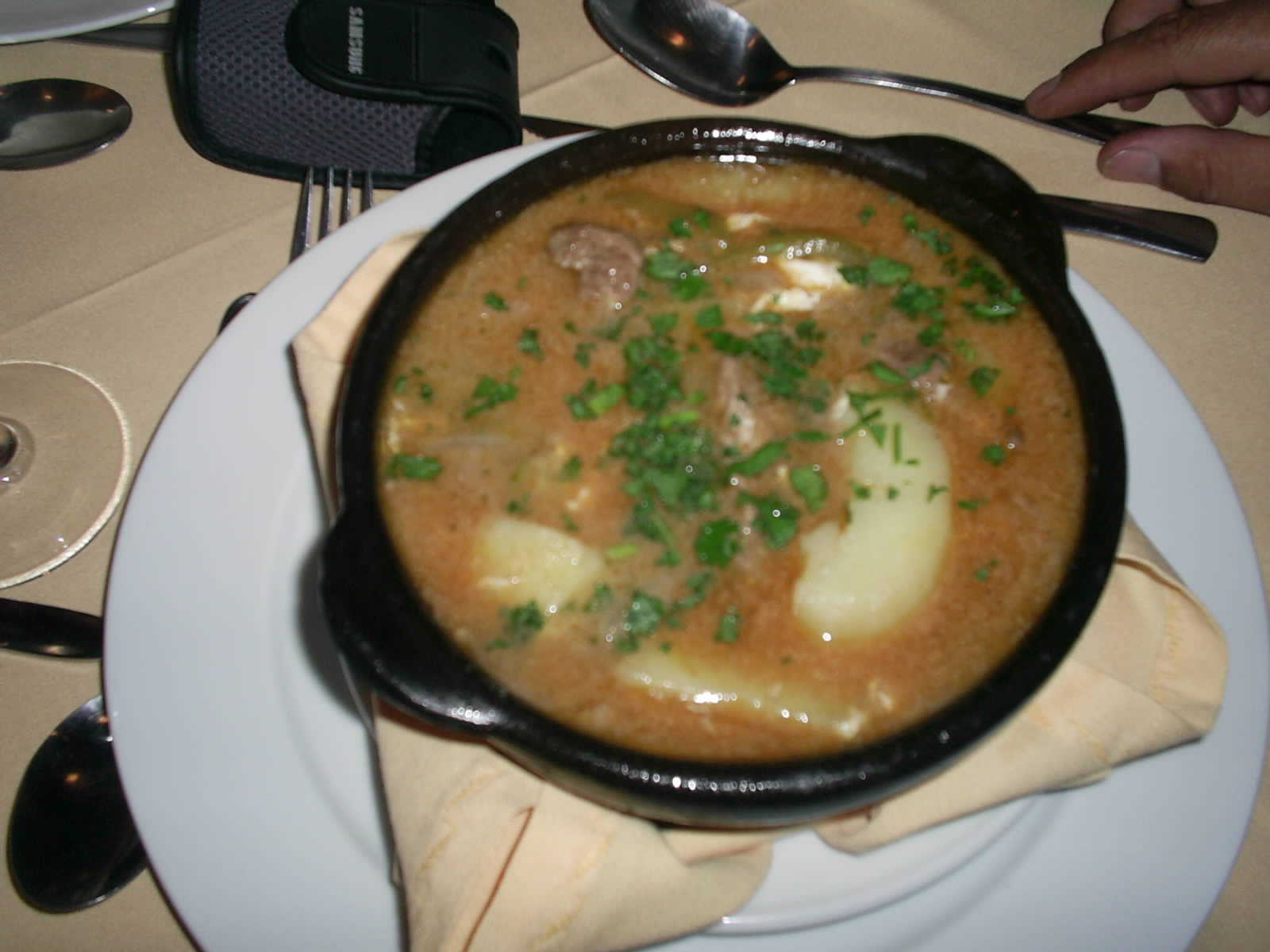
Ajiaco.
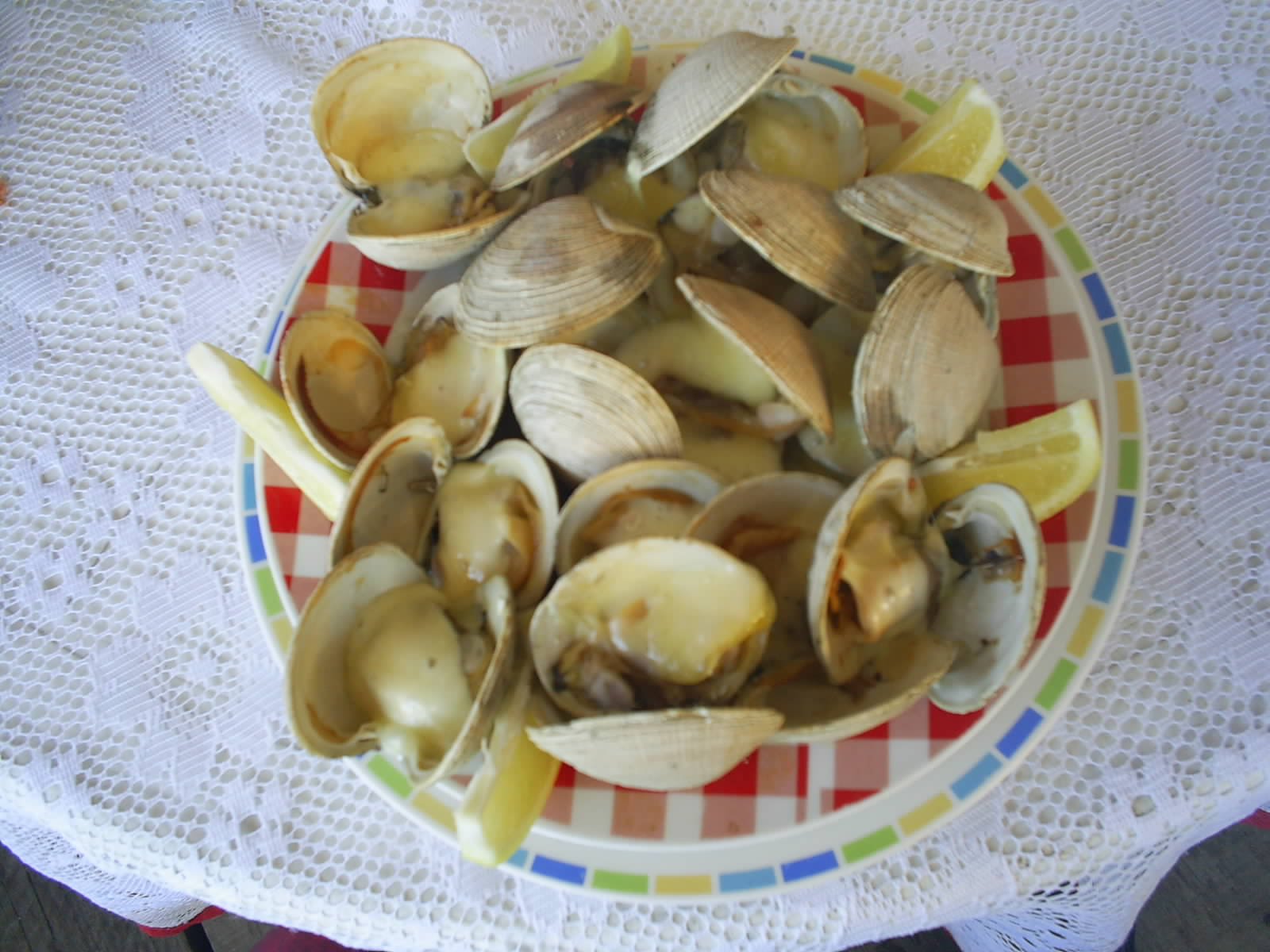
Almejas a la parmesana.
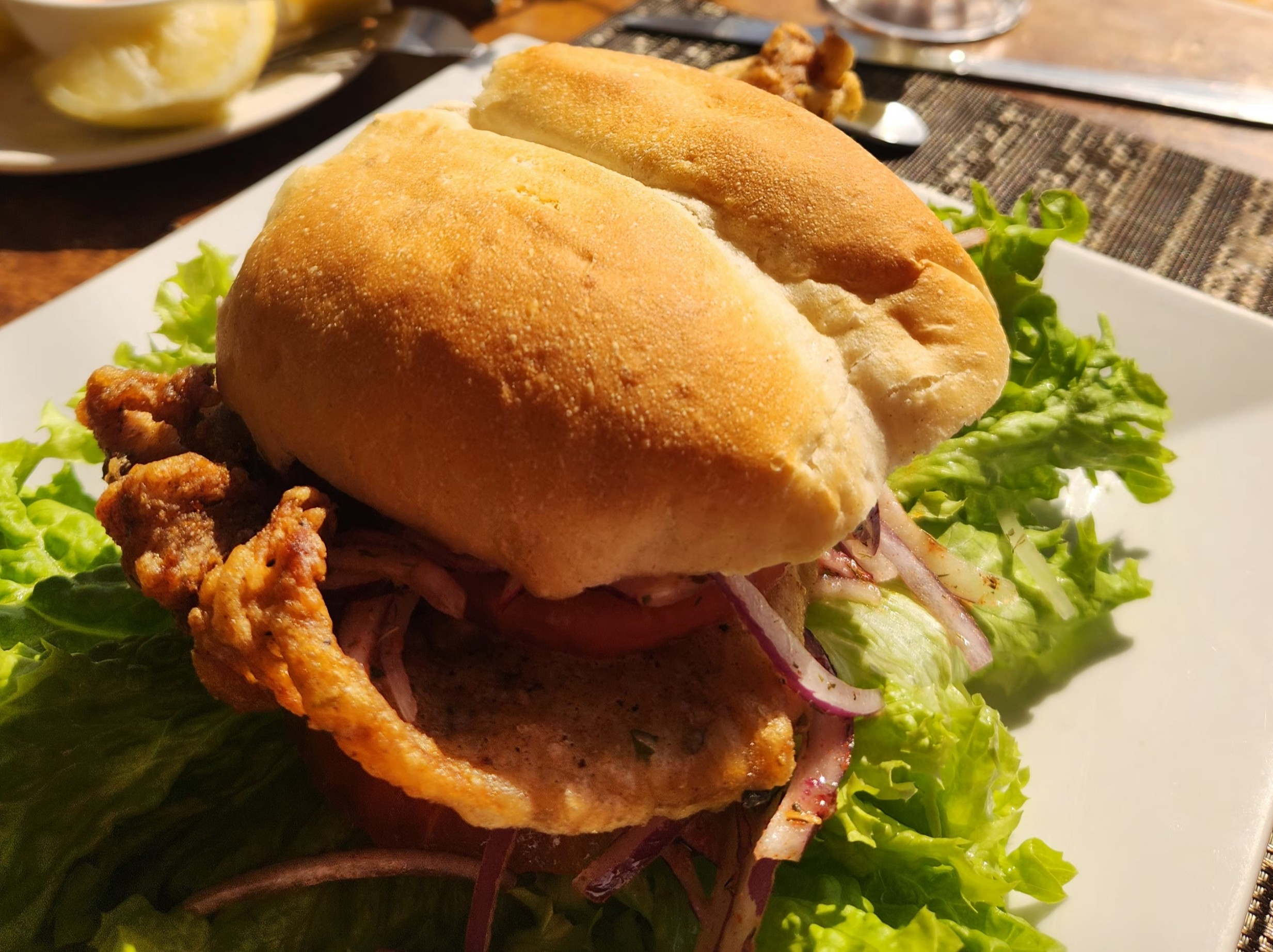
Sandwich de pescado frito, típico de Coquimbo
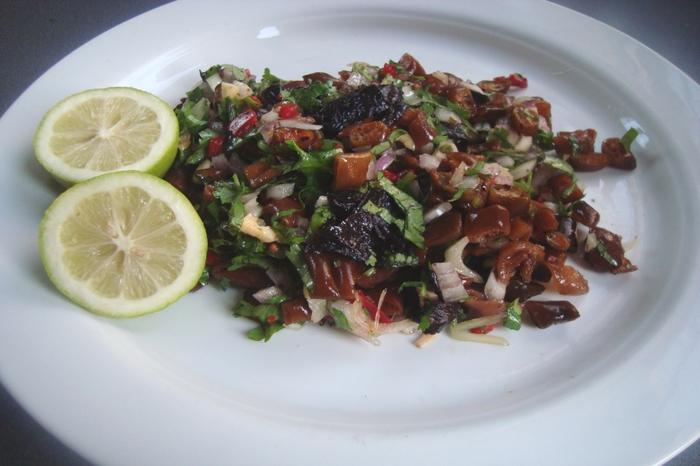
Ceviche de cochayuyo
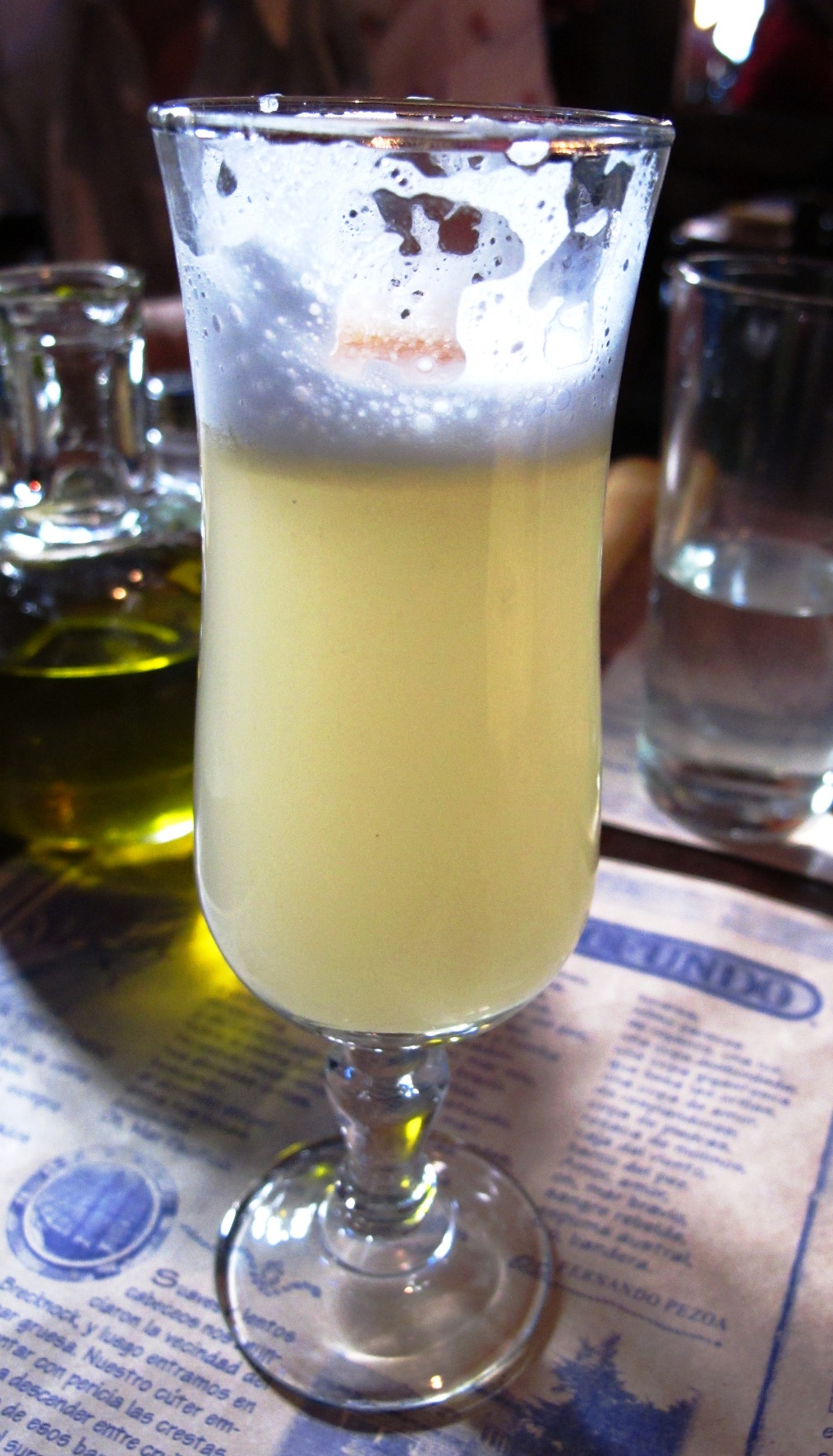
Pisco sour

### Gastronomía de la zona centro
Las recetas de la zona central han tenido un variado aporte en su conformación: el aporte indígena, con los productos de la tierra —como el maíz y diversas verduras que han conformado conocidas recetas como el charquicán, los porotos granados, las humitas y el pastel de choclo—, y los aportes de las costumbres de los españoles y la influencia extranjera posterior, principalmente europea, desde la segunda mitad del siglo XIX, con la introducción de hábitos como «las once» y el consumo del té por parte de los ingleses, o la introducción de cepas de uvas por franceses durante el mismo siglo.
Las tradiciones campesinas, tales como trilla a yegua suelta, también están asociadas a platos típicos y propios de ellas, como la sopa de trilla, preparación hecha a base de pan, cebollas y ajos acompañado con una porción de carne, que era el almuerzo de los trabajadores que desarrollaban la labor.
En la ciudad de Valparaíso es típico el pescado frito (puede ser congrio, corvina o merluza) acompañado de papas o ensalada. Referente a los mariscos destaca en esta zona la extracción y el consumo del camarón de tierra.
En esta zona del país, destacan los valles vitivinícolas de Maipo, Maule, Curicó, Rapel y Colchagua, por poseer los mejores viñedos para la preparación del vino chileno, que se ha posicionado entre los mejores del mundo.

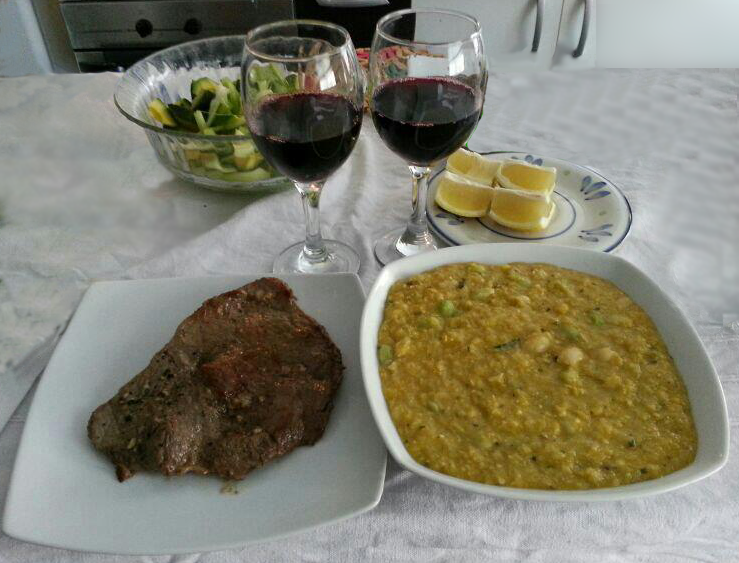
Porotos granados.
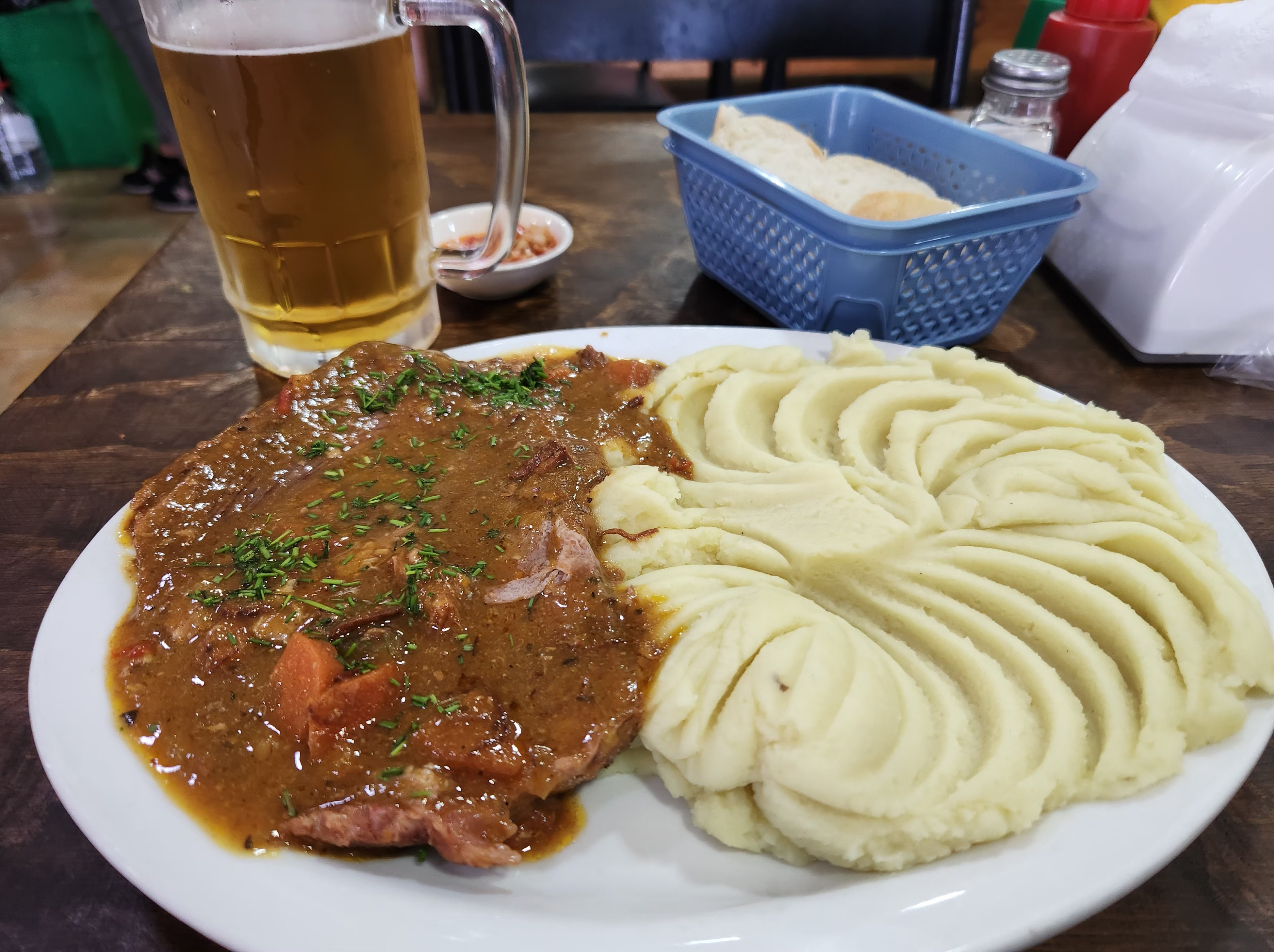
Plateada con puré
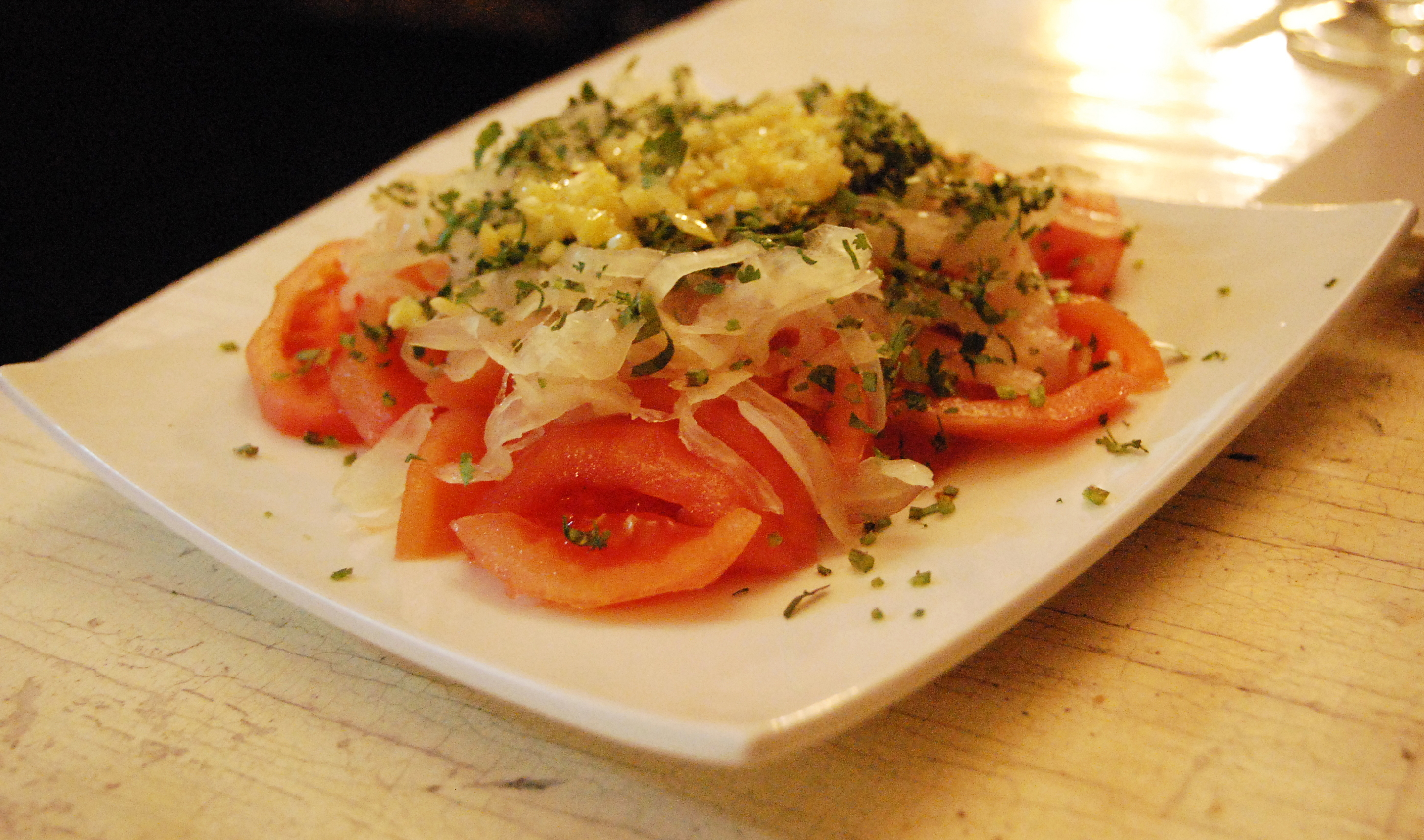
Ensalada chilena
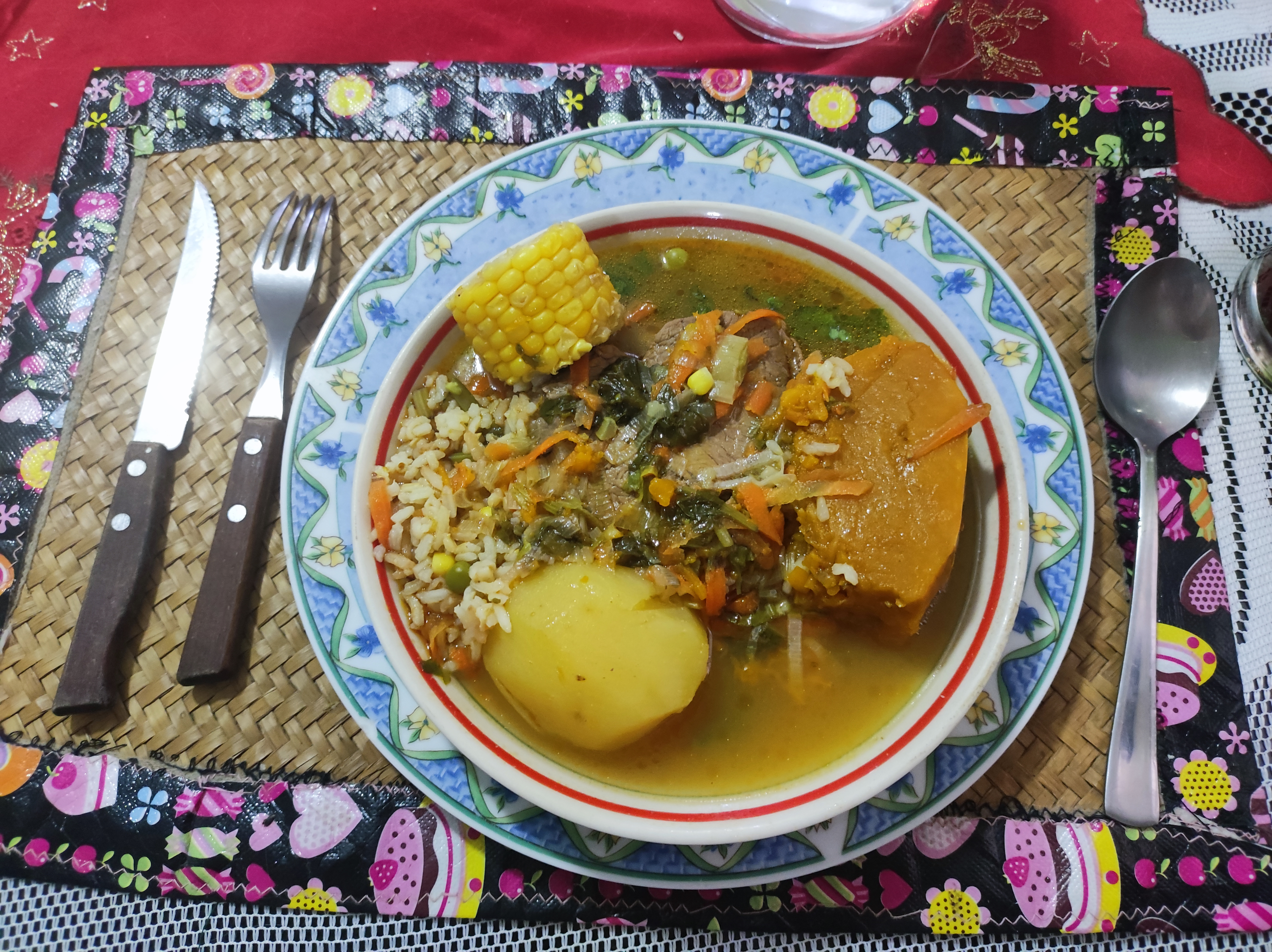
Cazuela de pollo
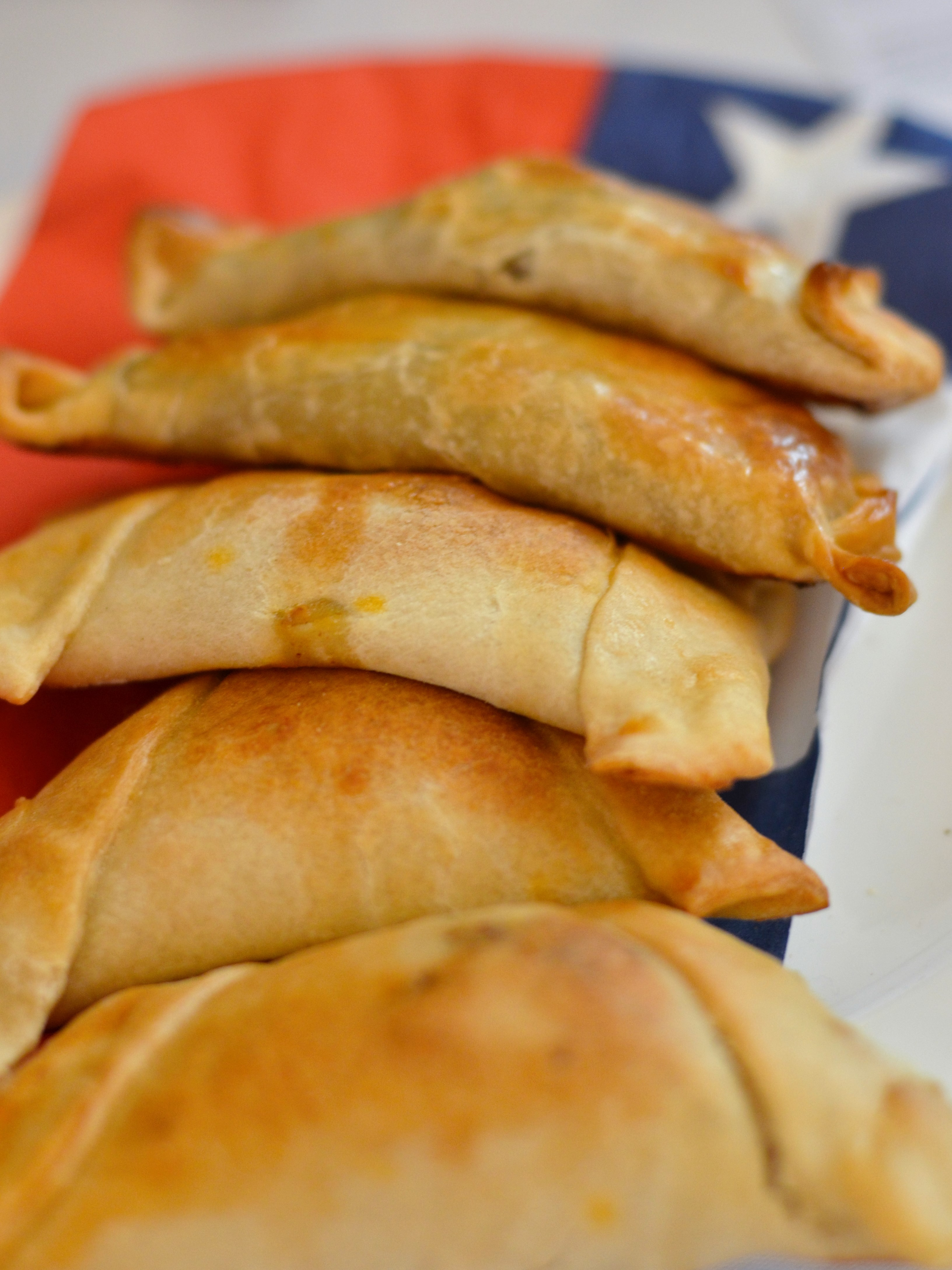
Empanadas de pino

### Gastronomía de la zona sur
Esta región ha tenido una gran influencia de la cocina mapuche, que aportó productos como el maíz, el merquén, las papas, los porotos, los zapallos, y también la gallina mapuche o kollongka —que pudiera ser la única gallina sudamericana precolombina— que da huevos con tonalidades celestes y verdes.
Otro importante aporte es la cocina chilota, muy influida por la mapuche, característica por sus cientos de variedades de papas (subespecie tuberosum) y los platos que se hacen con ellas, como el milcao o la chochoca, además de los platos a base de mariscos y pescados que constituyen parte importante en la gastronomía del sur del país. En Angelmó, existe el mercado más surtido a nivel nacional en lo que respecta a productos marinos; en tal mercado, se pueden consumir caldillo de mariscos, curanto en olla o pulmay, empanadas de mariscos y sierra cancato a las brasas. Algunas bebidas alcohólicas que se pueden encontrar en esta región son la chicha de manzana, el licor de oro, el muday y el murtado, entre otros.
Es importante destacar la influencia de la colonización alemana, que se llevó a cabo en algunas zonas del sur de Chile durante el siglo XIX, y su cocina que se ha mezclado con materiales típicos de la zona, creando, lo que muchos gourmets han denominado, «maravillosa combinación» entre la comida alemana y mapuche. Lo que más se ha mantenido de la cocina alemana es su repostería, y claro ejemplo de esto son los kuchens y strudels.
En la Patagonia chilena se hace uso de la carne de cordero, de productos del mar y de diversas clases de frutos silvestres.

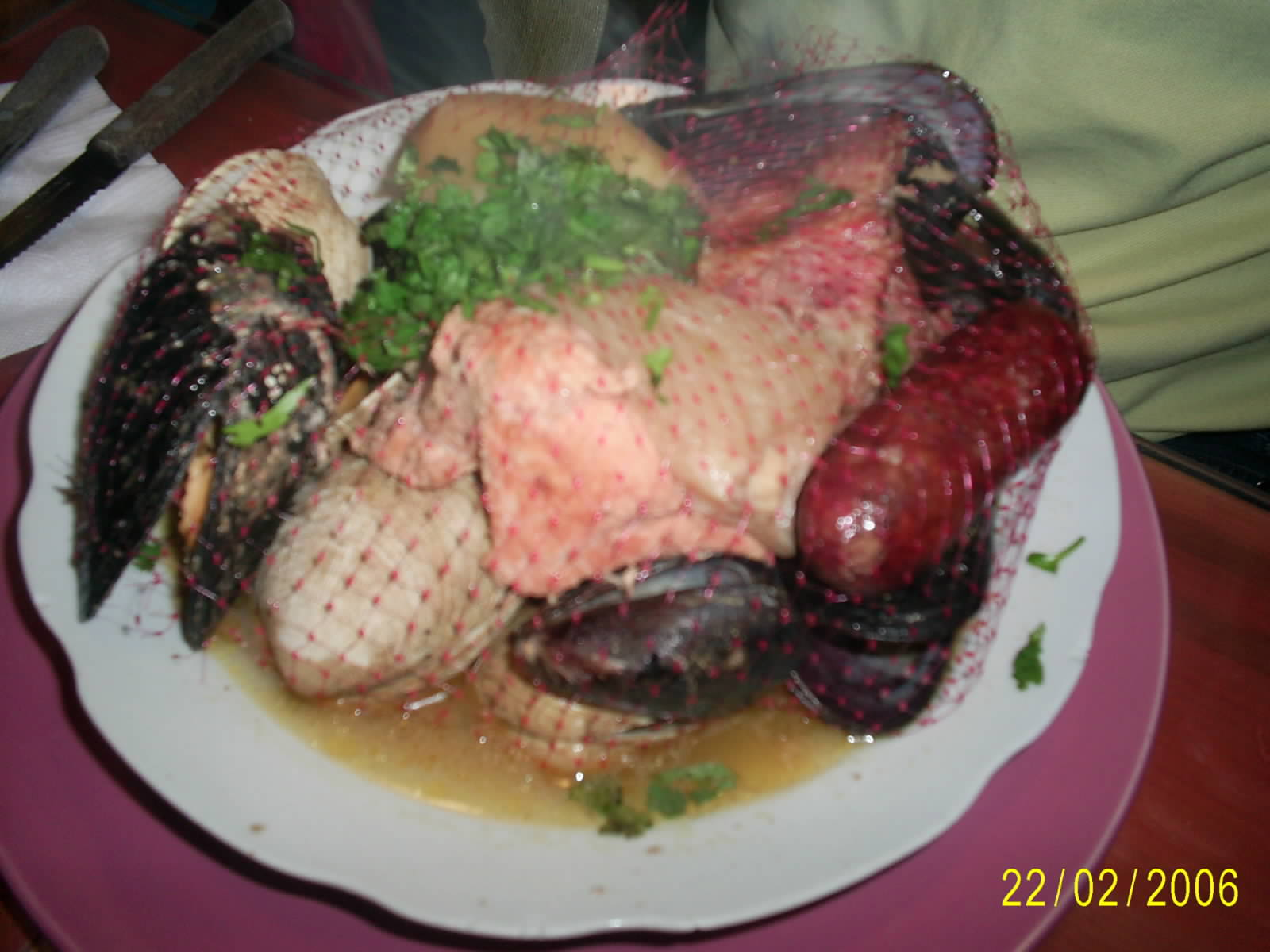
Curanto en olla o pulmay.
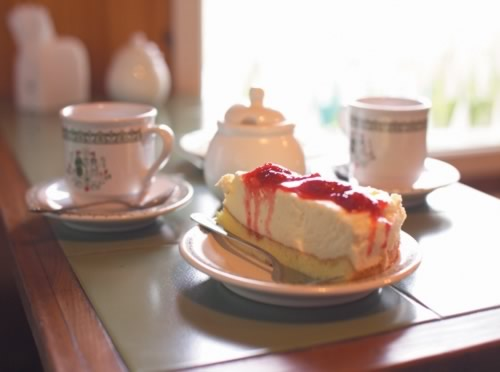
Típica once sureña con kuchen de murta.
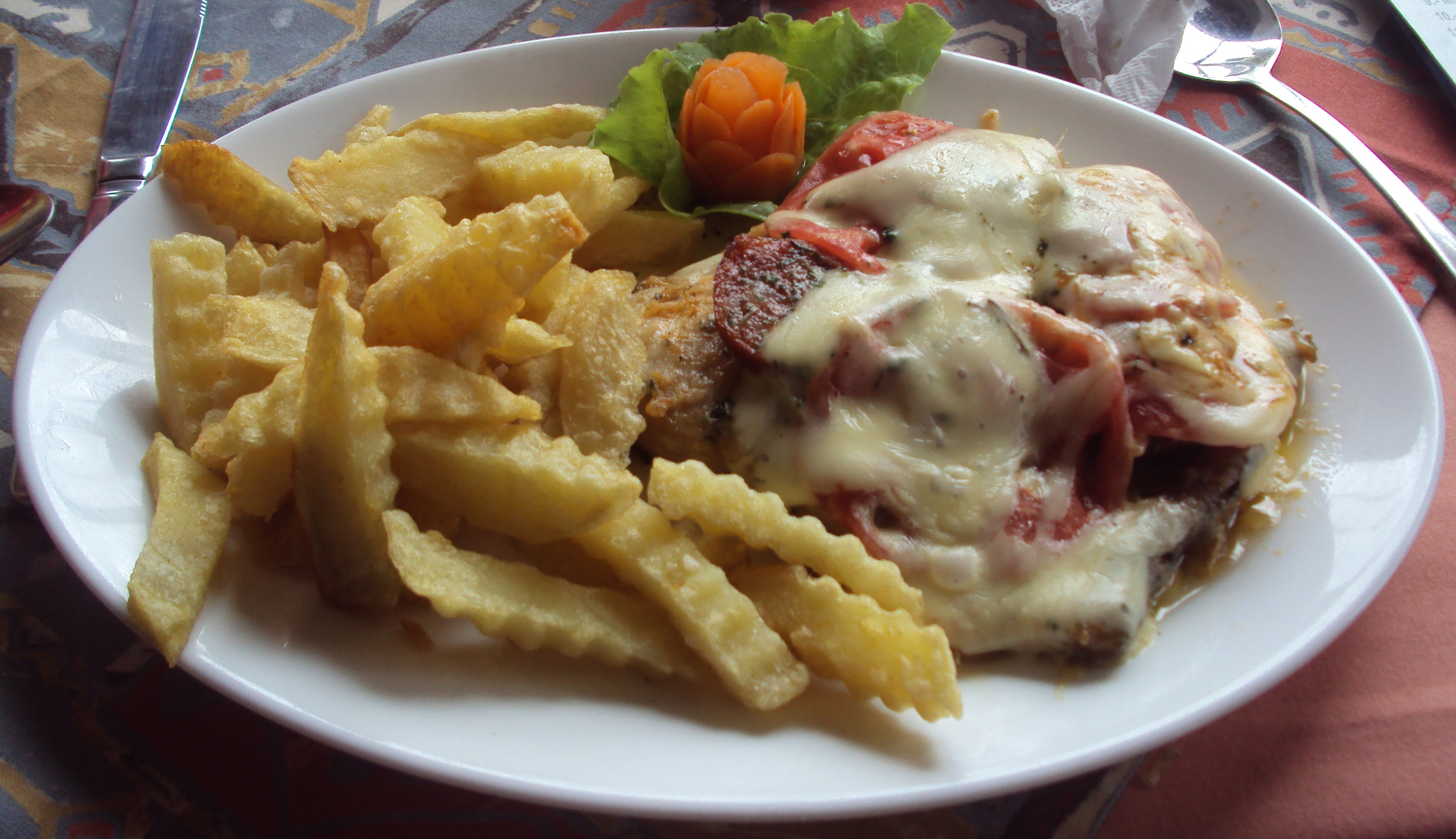
Cancato de sierra.
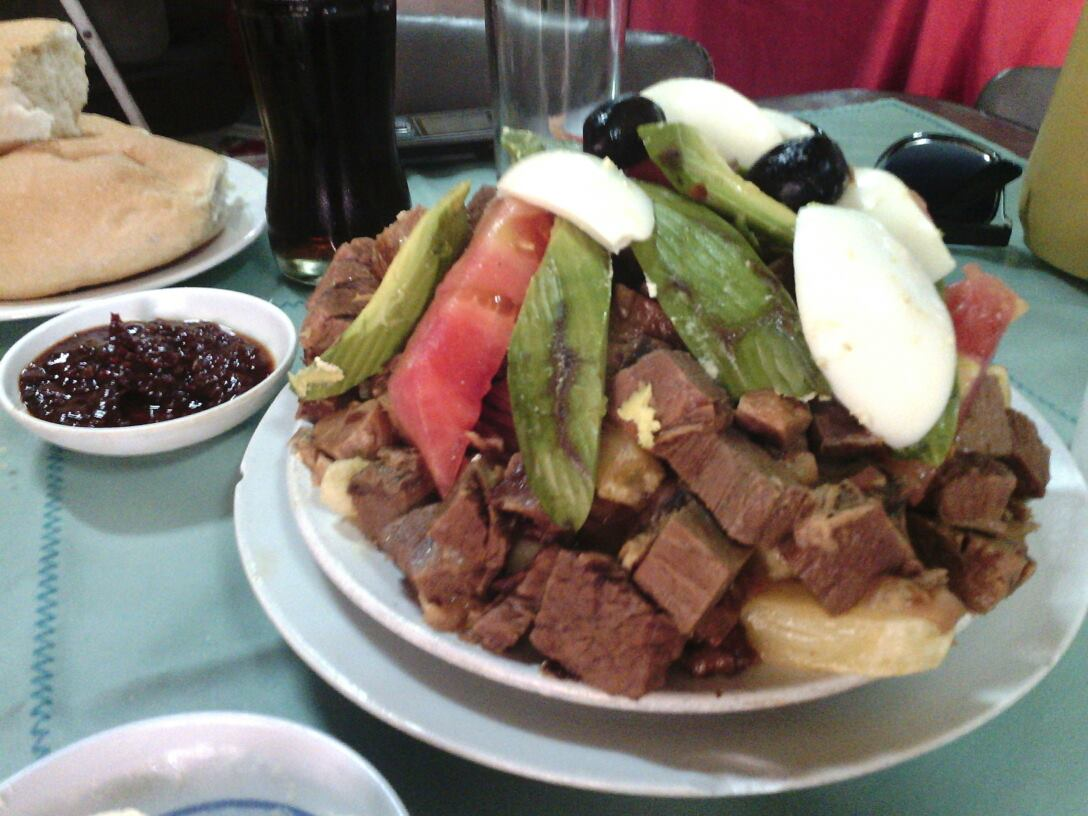
Pichanga
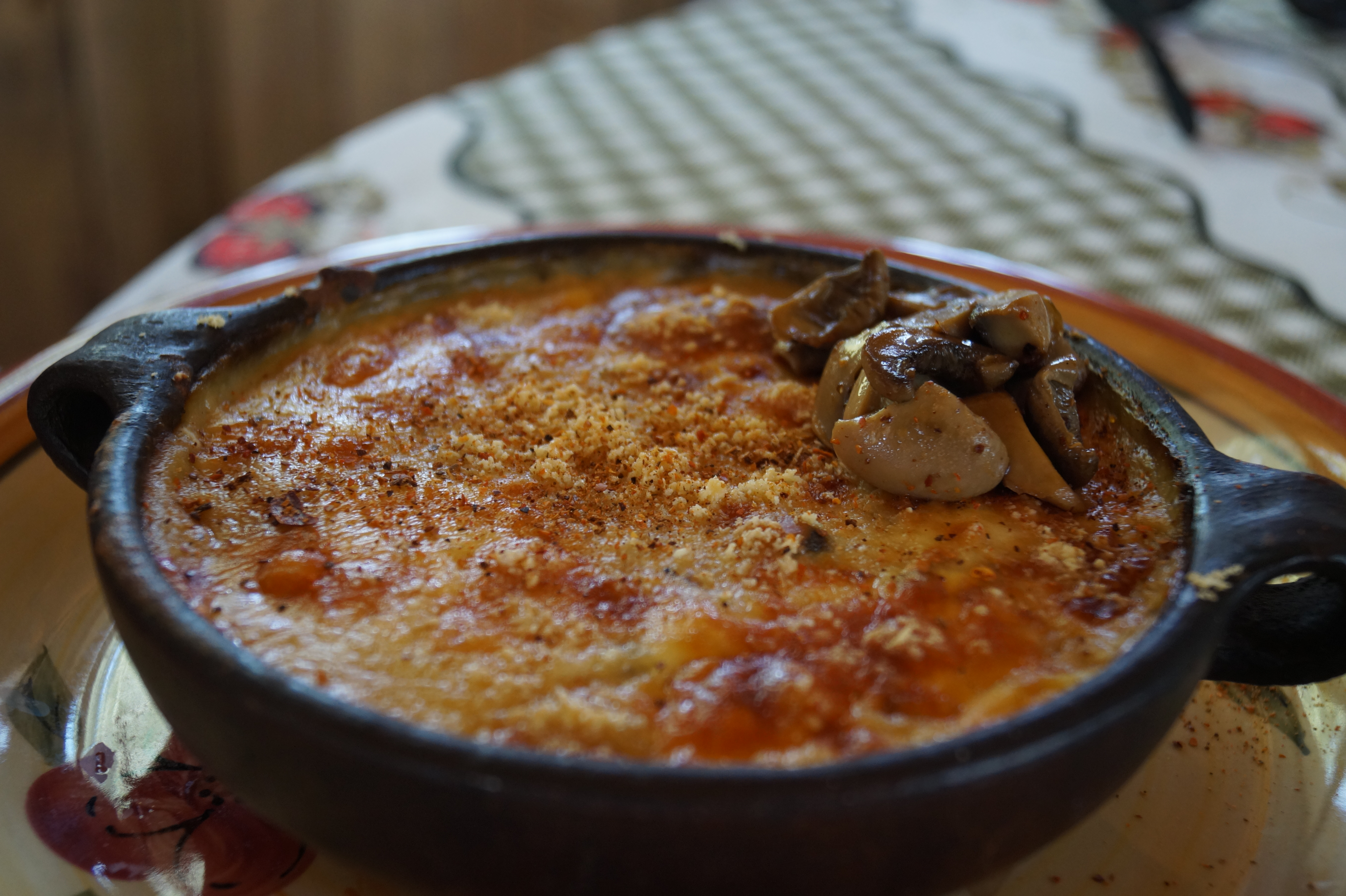
Chupe de centolla

## Repostería

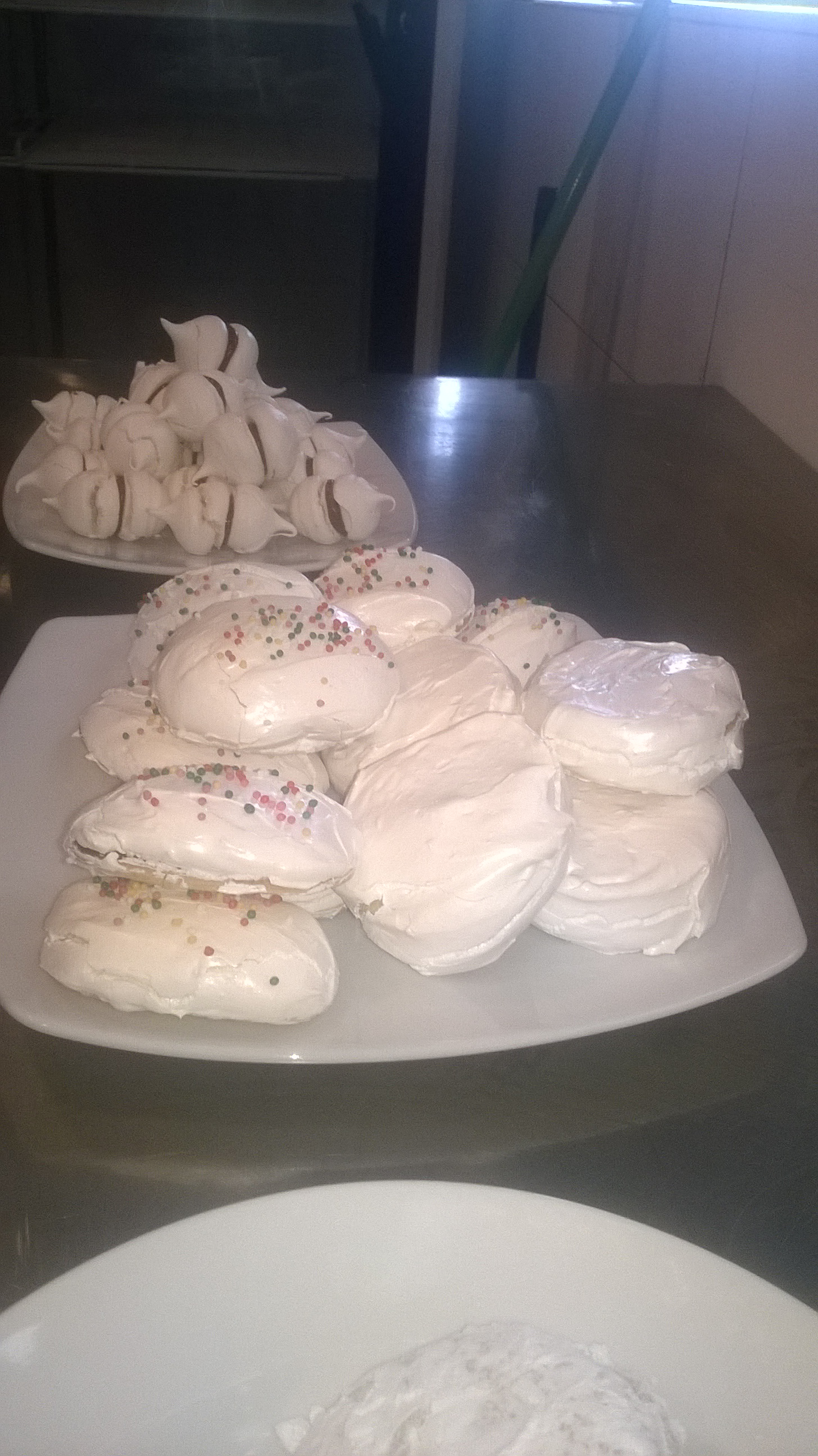
Variedades de dulces de La Ligua

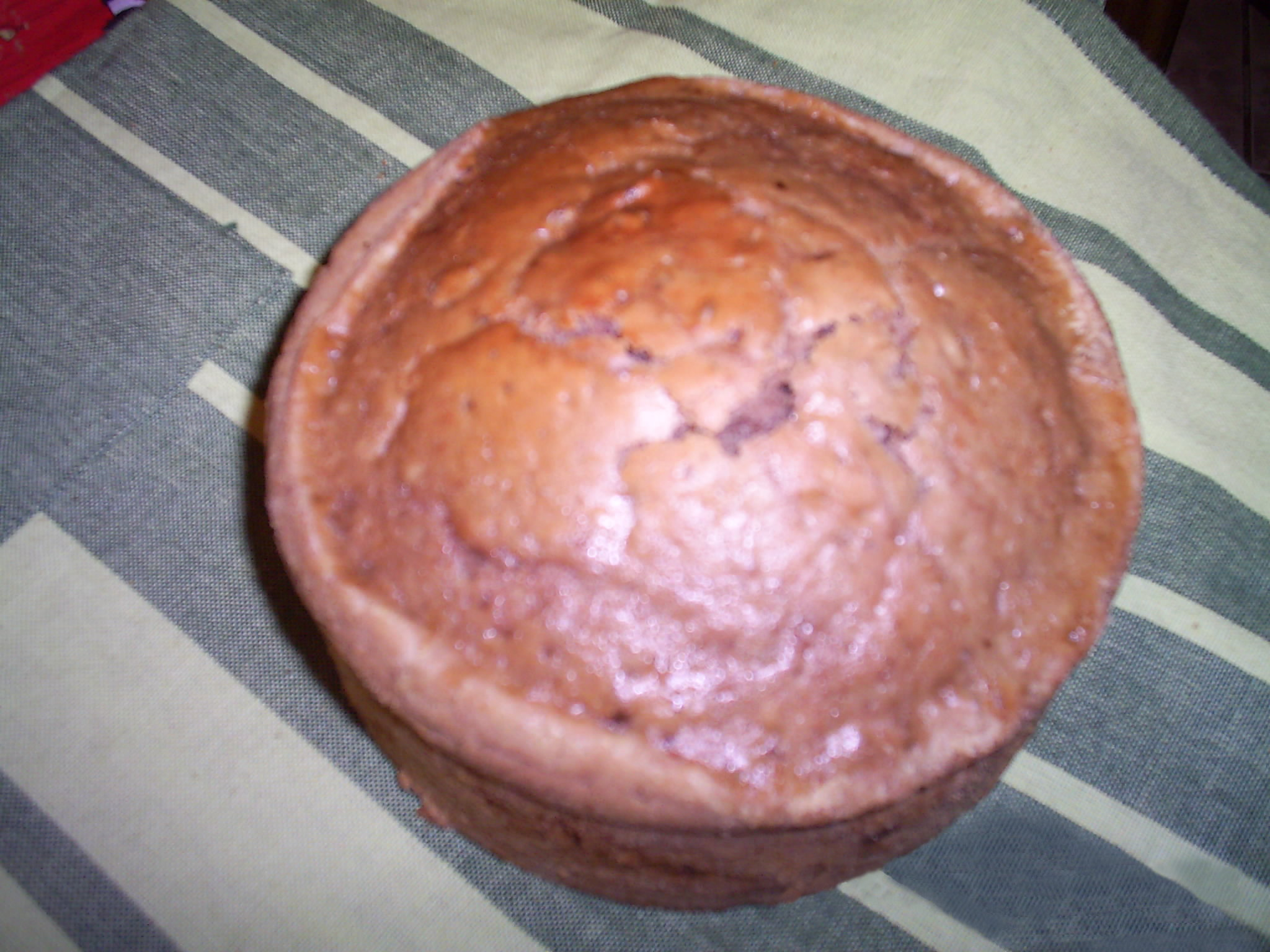
Pan de Pascua, producto típico de la época navideña

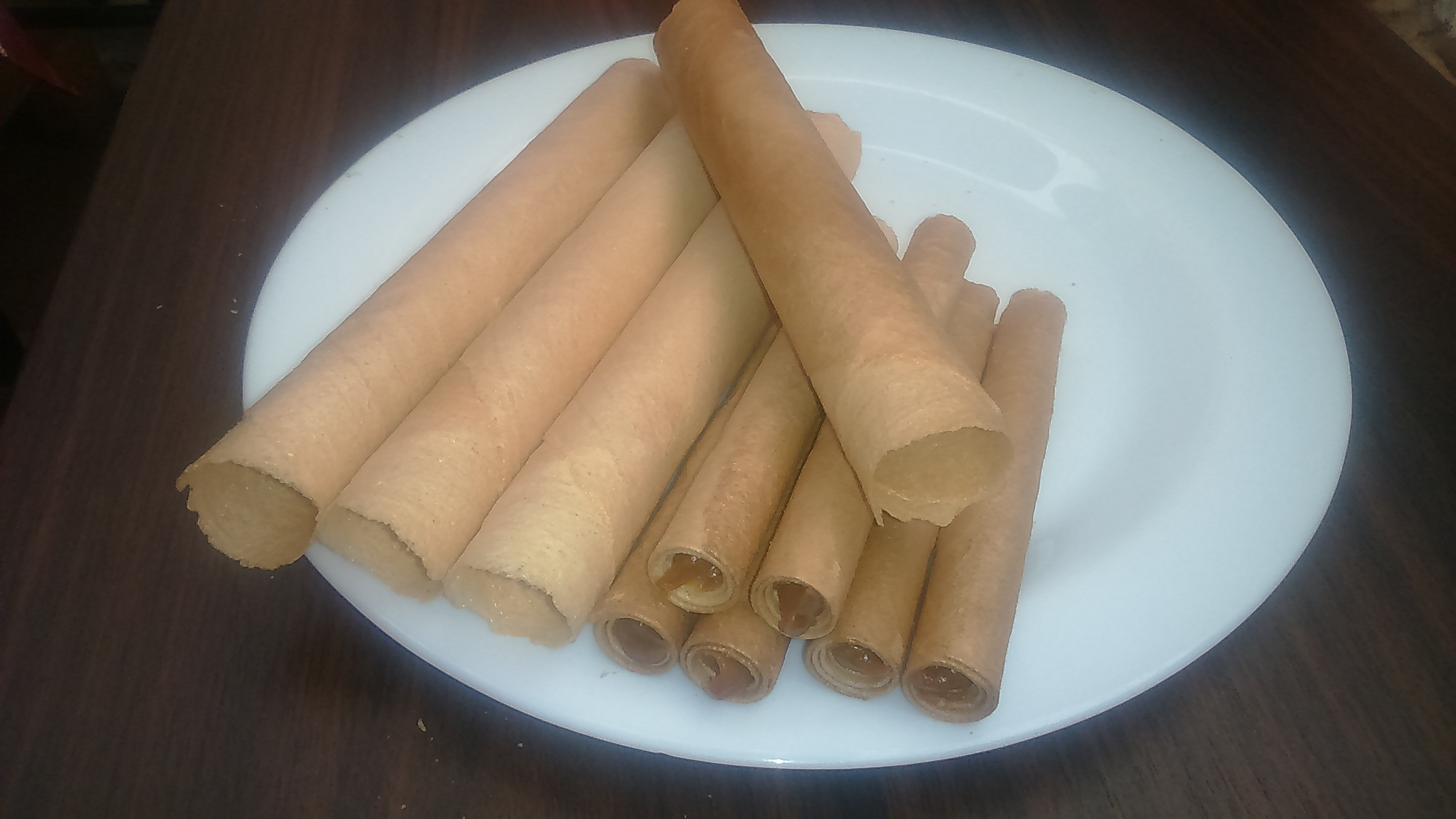
Cuchuflíes (derecha) y barquillos

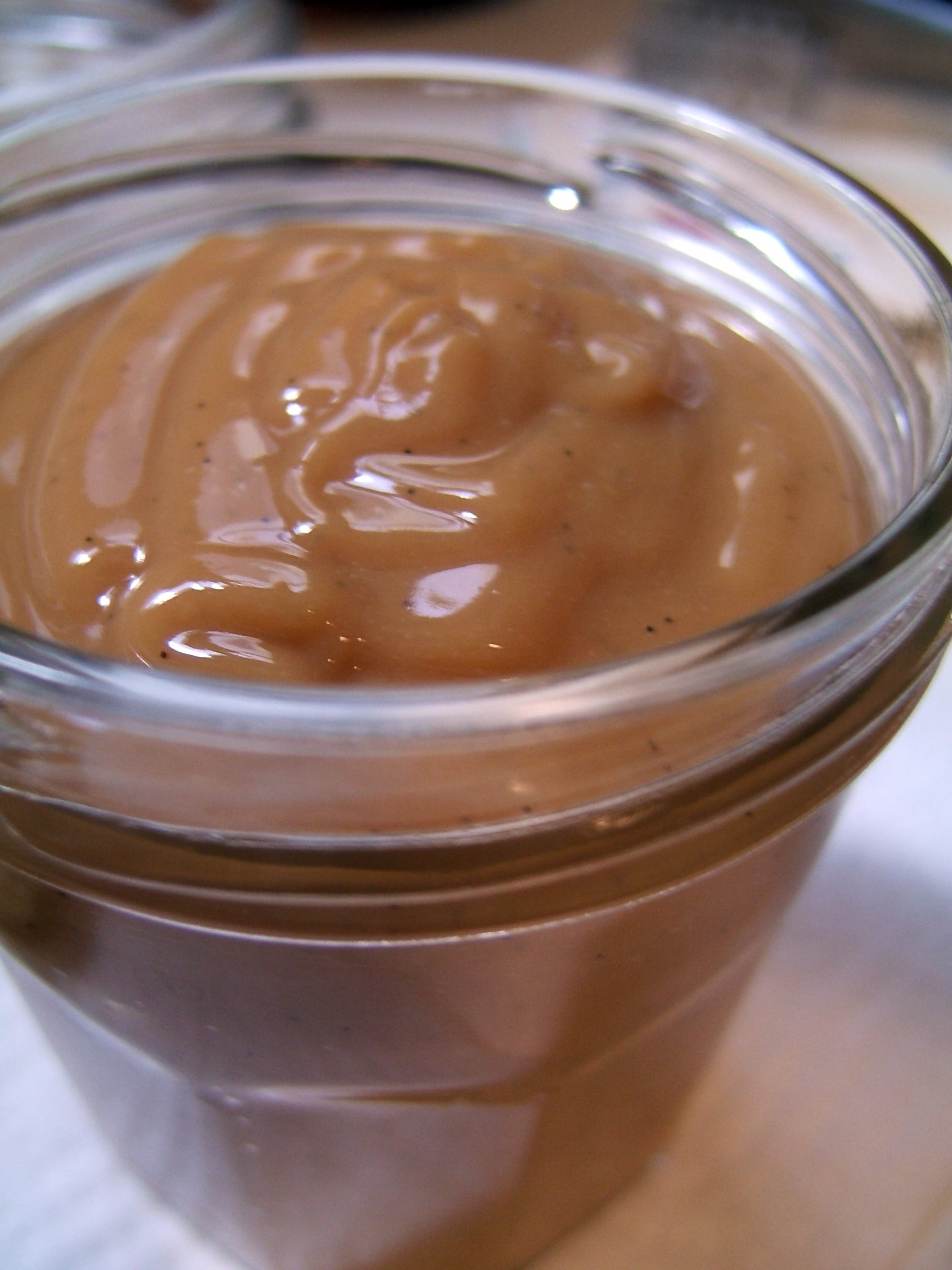
El manjar es un producto de origen chileno

La repostería chilena tiene una larga tradición y variados productos que se distinguen más respecto de la temporada, que del lugar geográfico, aunque hay pequeñas excepciones a la regla. Un postre representativo del verano, por nombrar uno solo, es mote con huesillo que se fabrica con duraznos secos, un postre representativo del invierno, por nombrar uno, suele ser las sopaipillas pasadas, que se humedecen en un caldo dulce de chancaca.[cita requerida]
La historia de la repostería chilena da sus primeras luces durante el siglo XVII, las monjas dieron un gran impulso a la repostería colonial chilena, y de allí proviene la expresión, válida hasta hoy, «hecho con mano de monja», para decir que un postre es exquisito. Este siglo fue una época pródiga en esta faceta culinaria hasta entonces desconocida. Las religiosas imitaban, con almendras y pastas, desde los más delicados dulces hasta frutas naturales, servicios de mesa, vasos e incluso servilletas. A estas imitaciones, se les llamó «contrahechos» de las monjitas, llegando a ser tan perfectas que muchas veces llevaron al engaño.[cita requerida]
Otros postres son el alfajor, el dulce de membrillo, los duraznitos de la virgen, el manjar, las sustancias, entre muchos otros, y constituían los regalos típicos de las navidades coloniales.
También la influencia española de la repostería judeo-morisca marcó su herencia gastronómica con recetas como los alfajores chilenos, empolvados y chilenitos, las alojas de papaya o de piña, las compotas y frutas en almíbar elaboradas con frutas autóctonas, huevo mol, el manjar, sin olvidar las frutas de sartén como los buñuelos, las sopaipillas pasadas o los picarones.
La repostería propiamente tal, suele consumirse en las llamadas «once», la última merienda del día, que se acerca más a la hora del té inglés que a la costumbre de cenar. Existen verdaderas cadenas de salones de té y en ellos se expone todo tipo de tortas y postres, como la selva negra, las tortas curicanas, la torta de mil hojas, y hojaldres, las tartas de frutas, el kuchen de manzana, el brazo de reina, el strudel de manzana y otros. Además es costumbre elaborar, junto a distintos embutidos salados, salsas dulces y mermeladas para acompañar el pan, así como el ya nombrado manjar, el dulce de membrillo y mermeladas propiamente tal, de todo tipo de frutas de temporada, como naranja, mora, durazno, frutilla, frambuesa, mermelada de murtilla, de calafate y otros.[cita requerida]
Otros dulces típicos de Chile son los afamados dulces de La Ligua, considerados patrimonio gastronómico de Chile, que tienen una gran variedad que desde los empolvados, los chilenitos, los cachitos, empanadas dulces o empanadas de peras, cocadas, almejitas y alfajores. Estos dulces suelen ser vendidos en los viajes y carreteras, pues es costumbre comerlos cuando se salen de las ciudades, al paso o en puestos de peaje.
Chile es más un país de «dulces» y pasteles que de postres. Entre los más consumidos están, por ejemplo, el berlín, el brazo de reina, los chumbeques, los churros, los cuchuflíes, los colegiales, las empanadas dulces, el dulce de camote, el kuchen, el algodón de azúcar y las palmas de azúcar. Los postres más consumidos son el arroz con leche con y sin pasas, pero siempre con canela o zeste de naranja, el flan, la jalea, la leche asada, la sémola con leche, las manzanas asadas, el turrón de vino, la chirimoya alegre y las peras con salsa obispo, que es una salsa a base de vino. Un producto típico de la época navideña es el pan de Pascua, que suele comerse junto con un vaso de colemono, también llamado «cola de mono». Existe un gran variedad de dulces muy típicos chilenos que representan distintas zonas y costumbres del país.[cita requerida]
- Calzones rotos: Son unas masas fritas dulces de color amarillo que se acostumbran a comer en invierno.[35]
- Pie de naranja: Es un postre representativo de la ciudad de Villa Alegre, variante local del pie de limón con relleno de crema de naranja.[36]
- Roscas chonchinas: Son unos panecillos dulces en forma de rosquilla típicos de la ciudad de Chonchi.[37]
- Torta Amor: Es una torta que combina capas de hojarasca con un relleno de manjar, crema pastelera y mermelada de frambuesa cubierta con crema batida o crema chantilly.[38][39]
- Torta de piña con crema: Es una torta en capas de bizcocho con relleno de piña y crema batida cubierta con la misma crema.[40]
- Torta pompadour: torta de hojarasca con crema chantilly y esencia de plátano, típica de Rancagua y la región de O'Higgins.[41]

## Comida rápida chilena

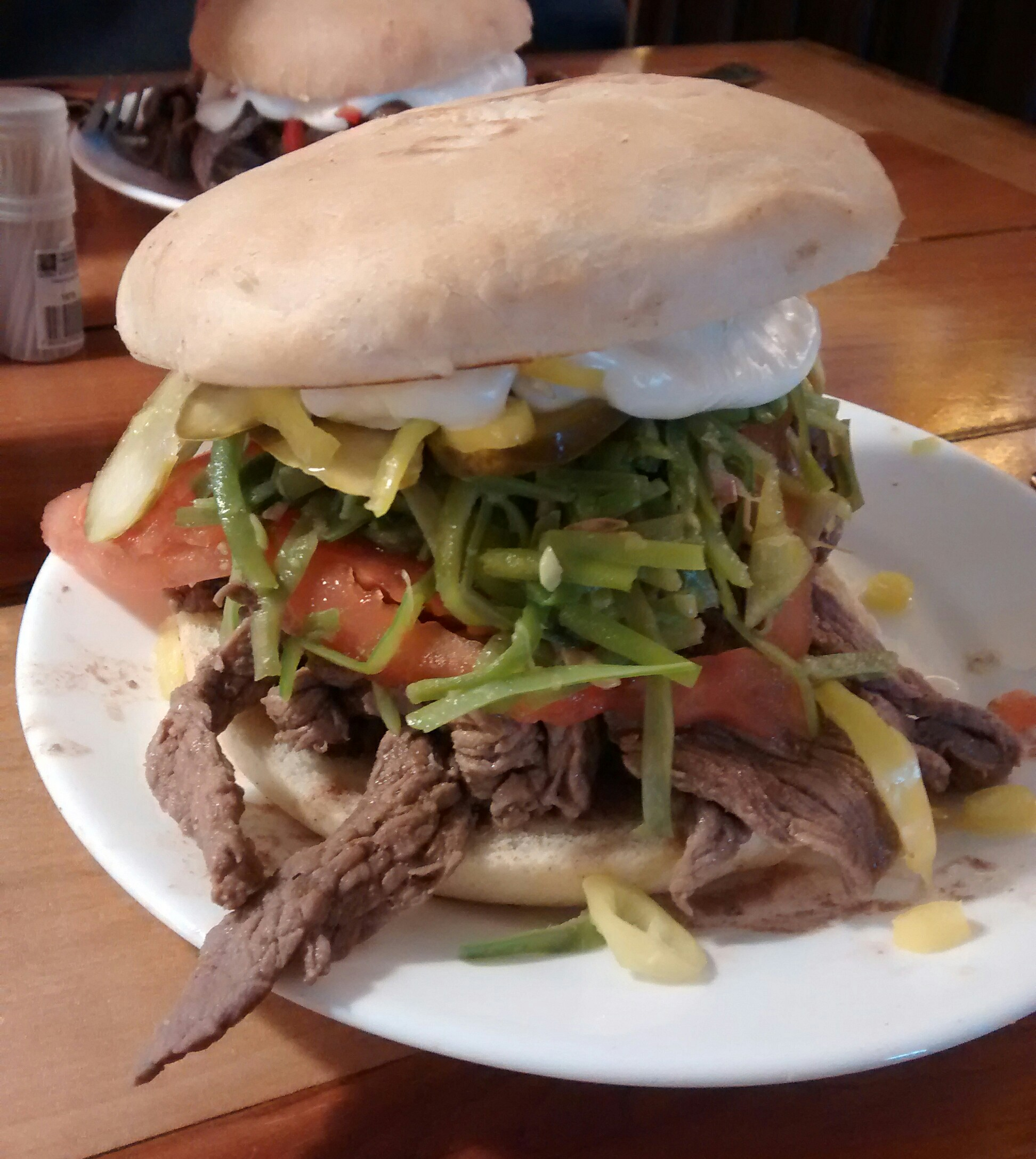
Un chacarero.

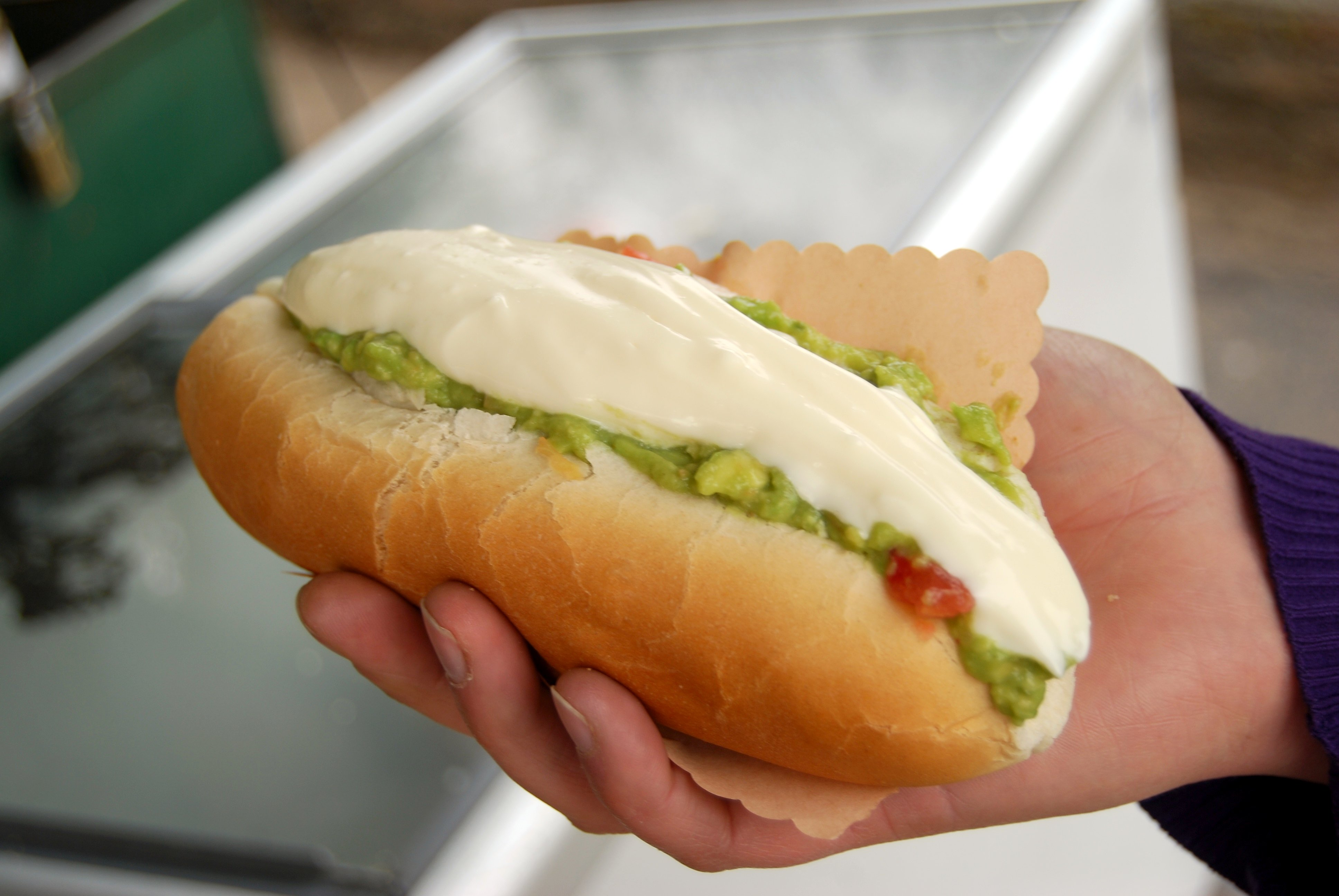
Un completo italiano.

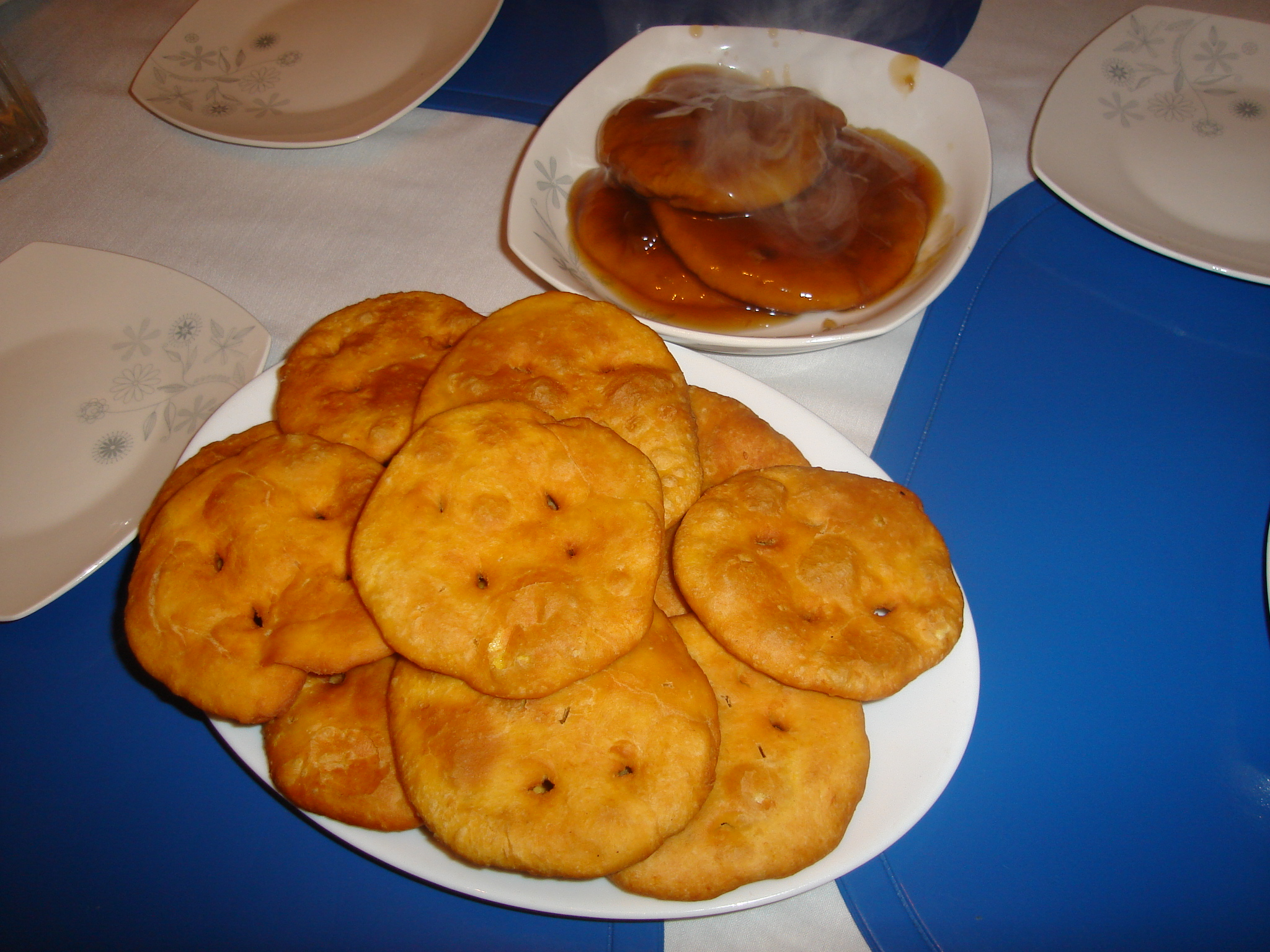
Sopaipillas en dos de sus presentaciones: secas (abajo) y pasadas (arriba) en chancaca.

Durante el siglo XX, se desarrolló una característica «comida rápida chilena», tipo de comida que se estila vender en locales pequeños de comida llamados fuentes de soda o en locales de venta ambulante.
Entre los sándwiches más antiguos están los dos más famosos, conocidos por los nombres de sendos políticos chilenos, un exministro y un expresidente: el Barros Jarpa, que consiste en un sándwich de queso fundido y jamón; y el Barros Luco, que lleva queso fundido y carne a la plancha. Otros sándwiches son:
- Aliado (jamón y queso frío),
- Americano (carne de vacuno, huevo frito, jamón y queso caliente),
- As (la base es pan de hot dog y carne de vacuno frita, con mayonesa; puede llevar chucrut, palta, tomate, etc.),
- Ave mayo (pechuga de ave molida, mezclada con mayonesa, y/o con palta, tomate),
- Ave pimentón (pechuga de ave molida, mezclada con pimentón, y/o con palta, tomate),
- Chacarero (lonjas delgadas de carne frita, porotos verdes cocidos fríos, rodajas de tomate y ají verde picado),
- Chemilico (carne de vacuno, cebolla y huevo, fritos),
- Churrasco italiano (lomo de vacuno, mayonesa, palta y tomate),
- Fricandela (una albóndiga de 250 g, chucrut y mayonesa),
- El hot dog o completo tiene las siguientes variaciones:
  - Atómico (vienesa, chucrut, mayonesa, palta, tomate picado, mostaza y salsa de ají picante),
  - Brasileño (queso derretido y palta),
  - Chaparrita (vienesa y queso caliente, envueltos en masa horneada),
  - Completo (vienesa, chucrut, mayonesa, palta, tomate picado y mostaza),
  - Dinámico (vienesa, mayonesa, palta, tomate, mostaza y salsa verde),
  - Especial (vienesa y mayonesa),
  - Italiano (vienesa, mayonesa, palta y tomate),
  - Simple (mayonesa y tomate),
- Lomito (lonjas delgadas de lomo de cerdo, rodajas de tomate, chucrut, mayonesa y palta),
- Sándwich de potito,
- York (huevo frito y jamón).

Otro plato de comida de este tipo es el pollo a las brasas, conocido en Chile desde antaño como «pollo Spiedo», el cual es muy popular por su forma rápida de adquirirlo. Otros, como los calzones rotos, las empanadas de queso, las manzanas confitadas, el pan con chicharrones, los picarones y las sopaipillas, y el sándwich, coloquialmente «sánguche», de potito, que se vende tradicionalmente a la salida de los partidos de fútbol. Todos ellos se estila venderlos en forma ambulante en la vía pública.[cita requerida]
Este tipo de comida, sobre todo la que expende en la calle, es consumida con frecuencia por gran parte de la gente, por sus bajos precios y por la falta de tiempo para cocinar en casa; sin embargo, al ser comidas altas en grasas y glúcidos, han provocado el aumento de la obesidad en la sociedad chilena, problema de salud que está afectando cada día a más personas.[cita requerida]

## Bebidas

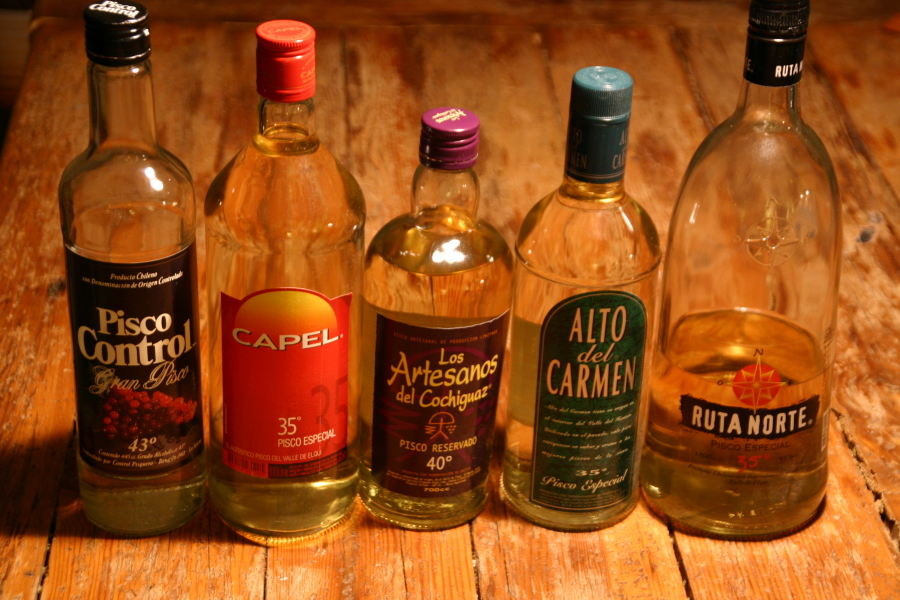
Botellas de pisco chileno.

En Chile, las bebidas tradicionales son la chicha, el pisco chileno y el vino. Este último es la principal bebida alcohólica del país, principalmente en sus cepas cabernet sauvignon, carménère y merlot entre los vinos tintos, y chardonnay y sauvignon blanc entre los blancos; el vino chileno es internacionalmente conocido por su aroma, calidad y cuerpo, lo que lo ha llevado a obtener varios premios mundiales.
Entre las bebidas alcohólicas nacionales, se encuentran:
- El cola de mono, sobre todo en época navideña,
- El jote,
- El melón con vino, que tiene su día nacional el 15 de enero,[45]
- El pajarete,
- La piscola, también llamada «combinado nacional», que tiene su día de conmemoración el 8 de febrero,
- El pisco sour,
- El ponche de culén,
- El ponche de frutas, mezcla de vino y fruta picada de la estación (chirimoyas, duraznos o frutillas); en el caso de las mezclas de frutillas con vino, se denominan borgoña si es con vino tinto y clery si es con vino blanco.
- El serena libre,
- El terremoto,
- El tropical, preparado con vino blanco y una bebida gaseosa con sabor a piña,
- La vaina chilena.

En la zona norte, hay variedad de bebidas (como los aperitivos mango y papaya sour) y batidos (guayaba, mango y maracuyá, entre otros) de frutas tropicales. En tanto, en la zona sur se encuentran el licor de oro, que se produce en Chiloé; la mistela, el muday, de origen mapuche; el murtado y el rompón, también de Chiloé.[cita requerida]
También hay bebidas dulces no alcohólicas de consumo popular, como el típico mote con huesillo, el batido de piña, los camotes en almíbar, la macedonia, el plátano con leche y el ponche de fruta.[cita requerida]
Aunque no es autóctona, es igualmente de consumo muy extendido en Chile la cerveza, de la cual existen muchas variedades. La cerveza negra (tipo Schwarzbier, Porter o Stout) es conocida como «malta» en el país. La bebida homóloga no alcohólica, por su parte, es llamada «malta caribeña» para distinguirla.[cita requerida]

### El mate y el té
Hasta el siglo XIX, el mate fue de consumo general en Chile y de un modo peculiar puesto que, a diferencia de lo que sucedía en los países rioplatenses, en Chile la infusión se preparaba casi siempre con el «palito» y no con la hoja de la yerba mate.
Empero, a partir del siglo XIX aumentó el consumo del té, costumbre que evidencia la influencia británica que recibió Chile, especialmente en dicho siglo; desde entonces, el té ha reemplazado al mate, que antes era la bebida caliente más consumida por los chilenos, y su consumo se ha restringido a las zonas rurales, más comúnmente en las regiones sureñas y australes de Chile. Sin embargo, su consumo se ha hecho más popular en el último tiempo.
Con la masificación del té como bebida preferida de la sociedad chilena, vino también la tradición de «las once», algo similar al afternoon tea o high tea ingleses, que se instauró como la reunión familiar más importante del día y reemplazó a las largas tardes de mate, o «comadreos», donde se juntaban familias y amigos a conversar tomando mate; esta tradición de comadreo sigue vigente en el sur de Chile, aparte de las once.

## Distinciones
La obra La olla deleitosa. Cocinas mestizas de Chile, escrita por la antropóloga Sonia Montecino en 2004, fue reconocida en dicho año por el Círculo de Cronistas Gastronómicos de Chile, y en el que participaron periodistas especializados chilenos, como César Fredes, Daniel Greve y Augusto Merino. Asimismo, fue premiada como la mejor de la historia culinaria de Latinoamérica al año siguiente por el Gourmand World Cookbook Awards. Por otra parte, Gastronomía Patagonia, otra de sus obras, fue premiada como el mejor ejemplar gastronómico del mundo en los Gourmand World Cookbook Awards. La ceremonia, celebrada el 10 de marzo de 2012 en el Théâtre des Folies Bergère de París, entregó este reconocimiento por primera vez en su historia a una publicación chilena. Publicado por la editorial Gourmet Patagonia, rescata lo mejor de la cocina austral chilena, específicamente focalizada en las regiones de Los Ríos y Los Lagos y la isla de Chiloé. Con esto, logró sobresalir entre más de 30 000 libros provenientes de 163 países, posicionando a Chile como el segundo país latinoamericano en obtener este reconocimiento.
En junio de 2012, la revista National Geographic destacó como el quinto mejor del mundo al Mercado Central de Santiago, un lugar reconocido por su gastronomía que conserva el patrimonio culinario chileno. Asimismo, en la lista The World's 50 Best Restaurants de 2017, publicada por la revista Restaurant, cuatro restoranes chilenos figuraron entre los cincuenta mejores de América Latina: Restaurante 040 (38.º), Ambrosía (33.º), 99 (14.º) y Boragó (5.º); este último, además, fue elegido el 42.º entre los cincuenta mejores del mundo. Su chef, Rodolfo Guzmán, se adjudicó la distinción Chef's Choice Award en 2015.